# Titulature royale dans l'Égypte antique
Pour les articles homonymes, voir Titulature.
Vous lisez un « article de qualité » labellisé en 2015.

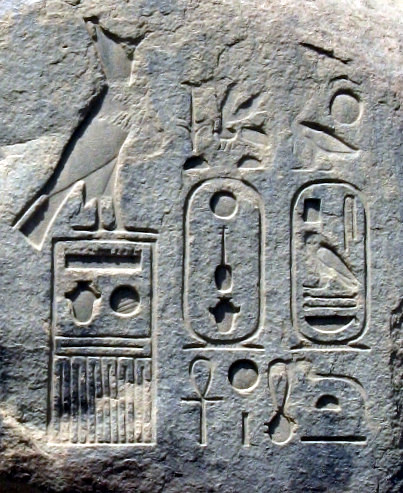
Titulature de Psammétique II à Assouan —. De gauche à droite, les noms d'Horus, de Nesout-bity et de Sa-Rê.

Dans l'Égypte antique, la titulature royale est l'ensemble des noms officiels par lesquels un pharaon est désigné dans les textes légaux et les grandes inscriptions dédicatoires. La titulature du roi d'Égypte se compose de cinq « grands noms », chacun étant formé d’un titre suivi d’un nom proprement dit. Ces cinq appellations définissent la nature royale et expriment en même temps une idéologie du pouvoir. L'usage de la titulature se met en place dès l'aube de la monarchie pharaonique et perdure jusqu'à la fin de l'institution, au moment de l'incorporation de l'Égypte dans l'Empire romain.
Le nom d'Horus est le plus ancien titre attesté par les sources. Dès l'époque prédynastique, il place le détenteur de la charge royale sous la protection du dieu faucon, Horus, une très ancienne divinité céleste et solaire adorée à Nekhen. Ce nom s'inscrit invariablement dans le serekh qui est l'image stylisée du palais royal. À partir de la Ire dynastie, le nom de Nebty ou des Deux Maîtresses place le roi sous la protection de Nekhbet et Ouadjet, les déesses vautour et serpent protectrices de la Haute et Basse-Égypte. À partir de la IIIe dynastie, le nom d'Horus d'or associe le dieu Horus à l'éclat de l'or. Il s'agit d'une évocation de la brillance de l'astre diurne dans le ciel mais aussi une référence voilée au dieu Seth par ailleurs surnommé « Le doré ». Dès la Ire dynastie, le nom de Nesout-bity fait référence à la royauté en tant qu'institution divine et pérenne (nesout) mais aussi en tant que charge éphémère (bity) exercée par un mortel. Ce nom s'inscrit dans un cartouche et a la préférence des Égyptiens lorsque le pharaon n'est désigné que par un seul de ses titres.
Le nom de Sa-Rê, ou Fils de Rê, en usage à partir de la IVe dynastie, est le nom de naissance du prince héritier, attribué par sa mère dès le premier jour de son existence. Comme le précédent, ce nom est inscrit dans un cartouche à partir de l'intronisation. C'est aussi le nom auquel les égyptologues ajoutent un chiffre romain (Amenhotep III ou Ramsès II par exemple) afin de distinguer les monarques entre eux au sein d'une même dynastie. Cette pratique, totalement ignorée des anciens Égyptiens, est un mode de désignation commode. Aussi, se trouve-t-il invariablement utilisé dans les livres de vulgarisation à l'adresse du grand public.
À partir du Moyen Empire, les cinq noms se suivent dans un ordre canonique et invariable. Les quatre premiers sont attribués à l'occasion du couronnement. Chaque titulature est élaborée par un collège de prêtres au moment de l'accession au trône. Elle est ensuite officiellement promulguée et diffusée auprès des différentes autorités subalternes du pays. Dès la mise en place de l'écriture hiéroglyphique, les scribes ont fait œuvre d'archivistes. On possède ainsi des listes nominales plus ou moins exhaustives sur papyrus et sur pierre. Certaines se trouvent gravées au sein des temples dans le cadre du culte funéraire royal. La monarchie pharaonique s'est fortement appuyée sur certaines valeurs fondamentales et les titulatures sont le reflet de ce fait idéologique. Plusieurs concepts ont sans cesse été mis en exergue comme la piété envers le dieu solaire, le principe de la dualité monarchique, l'attachement à la Maât (ordre social et cosmique), l'entretien des forces vitales ou le combat face aux forces hostiles.

## Généralités

### Symbolique du nom
Dans l'imaginaire contemporain, le mot « pharaon » est emblématique de l'Égypte antique, aussi appelée Égypte pharaonique. Le terme « pharaon », synonyme de « roi d'Égypte », n'a pourtant jamais fait partie de la titulature officielle des souverains égyptiens. Dans la langue égyptienne, le mot per-aâ « pharaon » en tant que désignation de l'individu régnant est d'un emploi tardif, et n'apparaît pas avant le Nouvel Empire. Sa présence dans les langues actuelles (Pharao en allemand, pharaoh en anglais, faraón en espagnol, faraone en italien, etc.) s'est faite essentiellement par l'intermédiaire de la Bible, en particulier du Livre de l'Exode où le personnage de Pharaon est opposé au prophète Moïse.

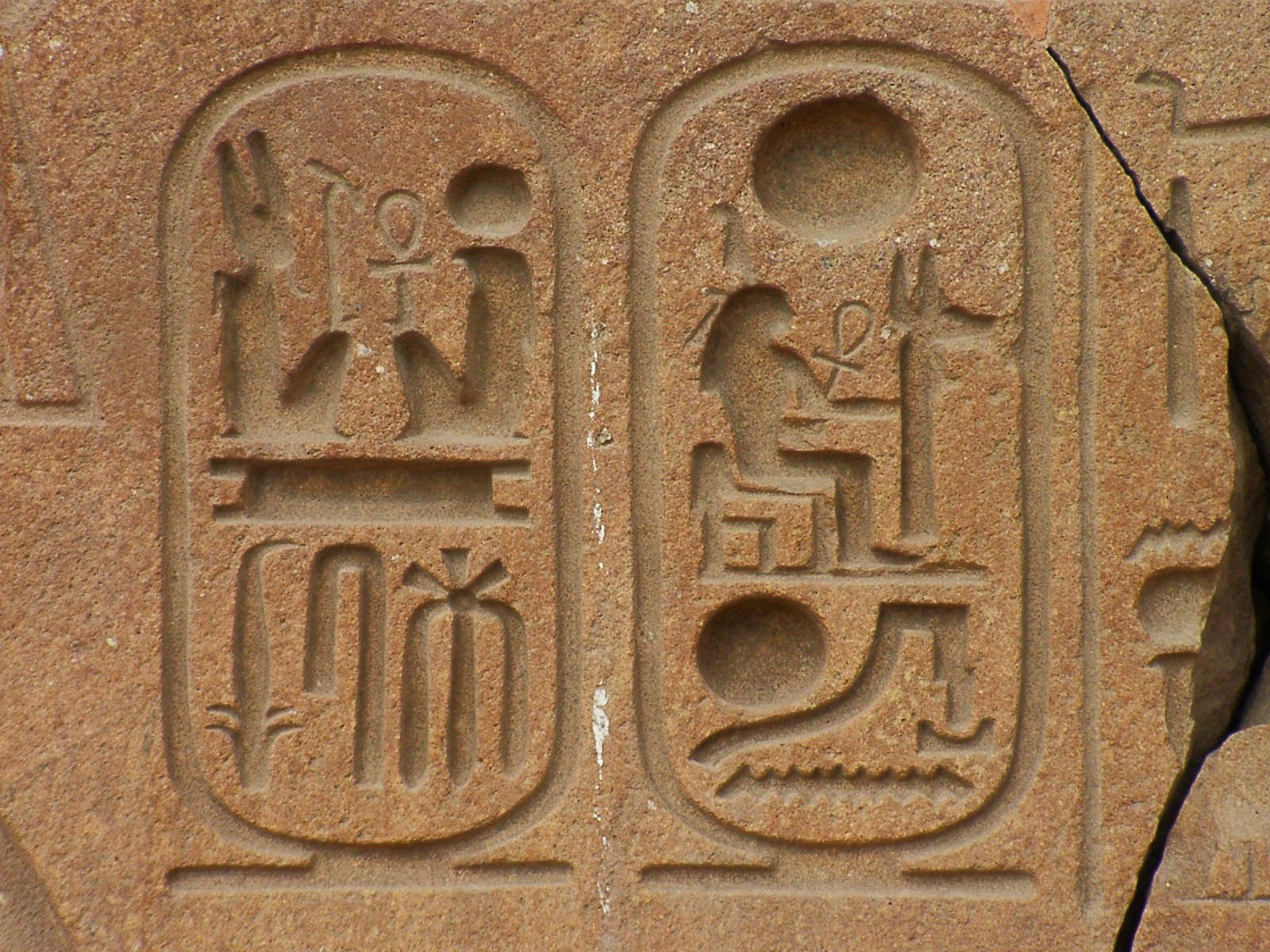
Vue sur la titulature de Ramsès II, Tanis,.

Dans l'Égypte antique comme dans d'autres sociétés anciennes, le fait de donner un nom (ren) à une personne est lourd de signification. Le nom de l'enfant est généralement donné par la mère à la naissance. Il est choisi en fonction des croyances religieuses locales ou est le reflet de préoccupations familiales particulières. À partir de l'Ancien Empire, lors du couronnement, chaque nouveau pharaon se voit attribuer une titulature sacrée composée de cinq noms différents. Mis ensemble, ces derniers constituent le programme mystique du règne. Les noms royaux sont tout naturellement imprégnés d'un fort symbolisme politique et religieux car ils visent à intégrer le titulaire de la charge royale dans la sphère du sacré. Tout au long de la civilisation, certains concepts sont immanquablement mentionnés dans les titulatures comme la puissance, la compétence, la fécondité, la vitalité et l'harmonie cosmique (Maât). Dans la pensée égyptienne, le nom donne vie à la chose qu'il désigne et le détruire revient à anéantir magiquement son possesseur. D'où l'importance qu'attachent les pharaons aux noms qui les désignent et l'acharnement avec lequel ils ont fait marteler ceux d'un prédécesseur honni.

### Description de la titulature

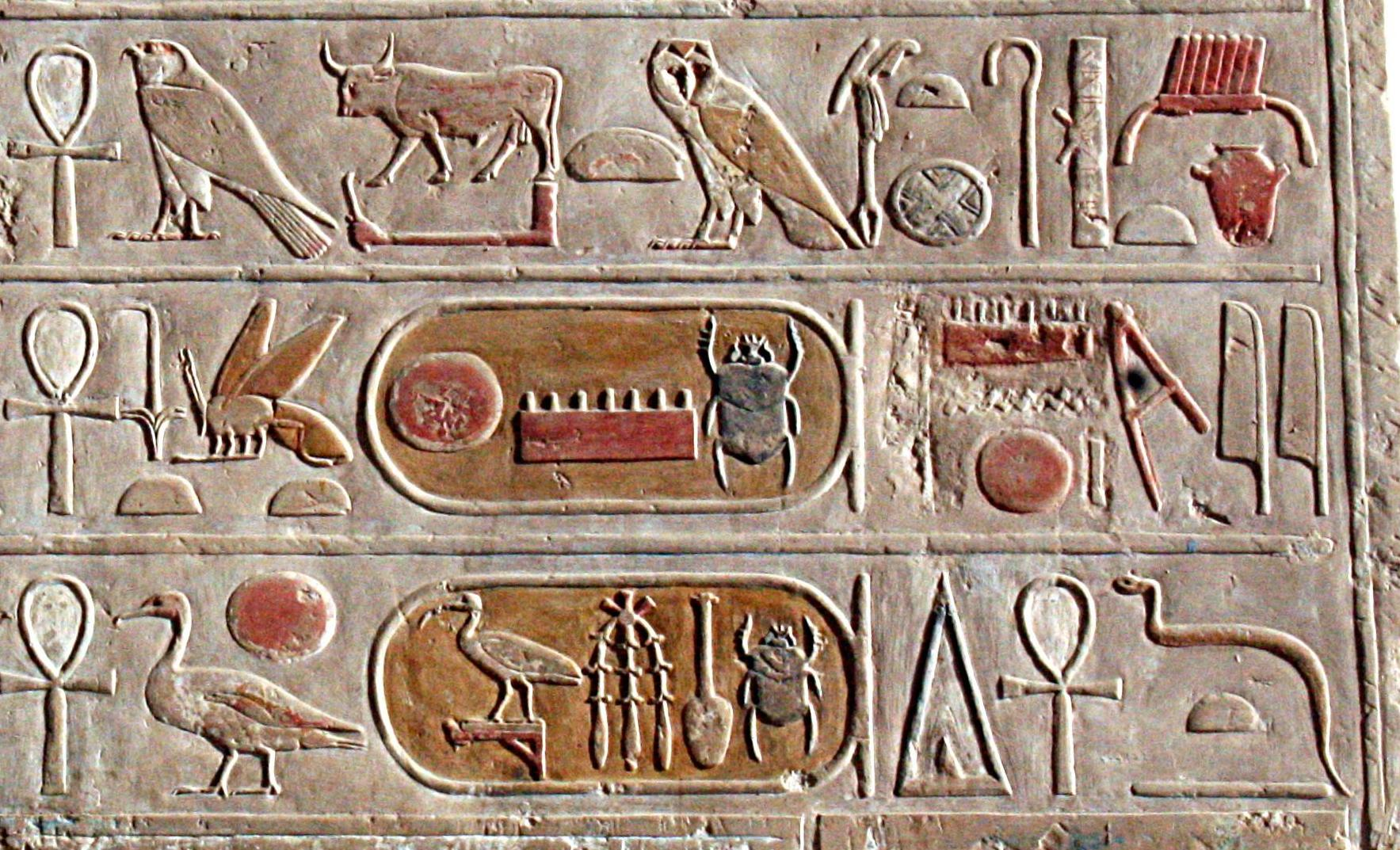
Partie de la titulature de Thoutmôsis III ; de haut en bas, le Nom d'Horus, de Nesout-bity et de Sa-Rê. Temple de Deir el-Bahari.

Dans la langue égyptienne, le terme nekhbet désigne la titulature officielle composée des cinq ren « noms » ou ren-our « grands noms ». L'expression ren-maâ ou « nom véritable » s'applique aux quatre nouveaux noms attribués lors de l'investiture en plus du prénom de naissance. Dans sa forme canonique, une titulature royale comprend donc cinq titres successifs. Pour mieux illustrer ce fait, il est donné à lire ci-dessous la traduction intégrale de deux titulatures royales. La première est celle du pharaon Sésostris III qui conduisit plusieurs expéditions militaires en Nubie sous la XIIe dynastie (XIXe siècle) :
- Horus : Netjeri kheperou, Celui dont les devenirs sont divins ;

| G5 | \| \| |
|    |       |

|  |

| G5 | \| \| |
|    |       |

|  |

| R8 | L1 | G43 |

| R8 | L1 | G43 |

| R8 | L1 | G43 |

| R8 | L1 | G43 |

| R8 | L1 | G43 |

| R8 | L1 | G43 |

| R8 | L1 | G43 |

| R8 | L1 | G43 |

- Nebty : Netjeri mesout, Celui dont les naissances sont divines ;

| G16 | \| \| | R8 | F31 | G43 | X1 |
|     |       |    |     |     |    |

|  |

- Horus d'or : Bik nebou kheperou, Le faucon d'or est advenu ;

| L1 · G5 · S12 |

- Nesout-bity : Khâkaourê, Les kaou de Rê sont apparus ;

|  |

|             |     |                 |
| \| \| \| \| |     |                 |
|             |     |                 |
| N5          | N28 | D28 · D28 · D28 |

| N5 | N28 | D28 · D28 · D28 |

|  |

|             |     |                 |
| \| \| \| \| |     |                 |
|             |     |                 |
| N5          | N28 | D28 · D28 · D28 |

| N5 | N28 | D28 · D28 · D28 |

- Sa-Rê : Senyousret, L'homme de la Puissante (en grec : Sésostris)[5].

|  |

|                |     |          |           |
| \| \| \| \| \| |     |          |           |
|                |     |          |           |
| F12            | S29 | D21 · X1 | O34 · N35 |

| F12 | S29 | D21 · X1 | O34 · N35 |

|  |

|                |     |          |           |
| \| \| \| \| \| |     |          |           |
|                |     |          |           |
| F12            | S29 | D21 · X1 | O34 · N35 |

| F12 | S29 | D21 · X1 | O34 · N35 |

La seconde titulature est celle de Thoutmôsis III, un des plus glorieux représentants de la XVIIIe dynastie (XVe siècle) :
- Horus : Kanakht Khâemouaset, Taureau puissant qui apparaît radieux à Thèbes ;

| G5 | \| \| |
|    |       |

|  |

| G5 | \| \| |
|    |       |

|  |

| E2 | D40 | N28 | G17 | R19 | X1 · O49 |

| E2 | D40 | N28 | G17 | R19 | X1 · O49 |

| E2 | D40 | N28 | G17 | R19 | X1 · O49 |

| E2 | D40 | N28 | G17 | R19 | X1 · O49 |

| E2 | D40 | N28 | G17 | R19 | X1 · O49 |

| E2 | D40 | N28 | G17 | R19 | X1 · O49 |

| E2 | D40 | N28 | G17 | R19 | X1 · O49 |

| E2 | D40 | N28 | G17 | R19 | X1 · O49 |

- Nebty : Ouahnesytmirêmpet, Qui établit durablement la royauté [sur terre] à l'instar de Rê dans le ciel ;

| G16 | \| \| | V29 | M23 | X1 | M17 | M17 | W19 | N5 · Z1 | G17 | Q3 · X1 · N1 |
|     |       |     |     |    |     |     |     |         |     |              |

|  |

- Horus d'or : Sékhempéhty Djéserkhâ, Imposant de vigueur, radieux d'apparition ;

| G8 | \| \| | S42 | F9 · F9 | D45 · N28 |
|    |       |     |         |           |

|  |

- Nesout-bity : Menkhéperrê, La Manifestation de Rê est durable ;

|  |

|          |    |
| \| \| \| |    |
|          |    |
| N5 · Y5  | L2 |

| N5 · Y5 | L2 |

|  |

|          |    |
| \| \| \| |    |
|          |    |
| N5 · Y5  | L2 |

| N5 · Y5 | L2 |

- Sa-Rê : Djehoutymès, Mis au monde par Djehouty (Thot) en grec : Thoutmôsis)[6].

|  |

|                   |     |     |     |         |
| \| \| \| \| \| \| |     |     |     |         |
|                   |     |     |     |         |
| G26               | F31 | S29 | F35 | L1 · Z2 |

| G26 | F31 | S29 | F35 | L1 · Z2 |

|  |

|                   |     |     |     |         |
| \| \| \| \| \| \| |     |     |     |         |
|                   |     |     |     |         |
| G26               | F31 | S29 | F35 | L1 · Z2 |

| G26 | F31 | S29 | F35 | L1 · Z2 |

### Transcriptions modernes

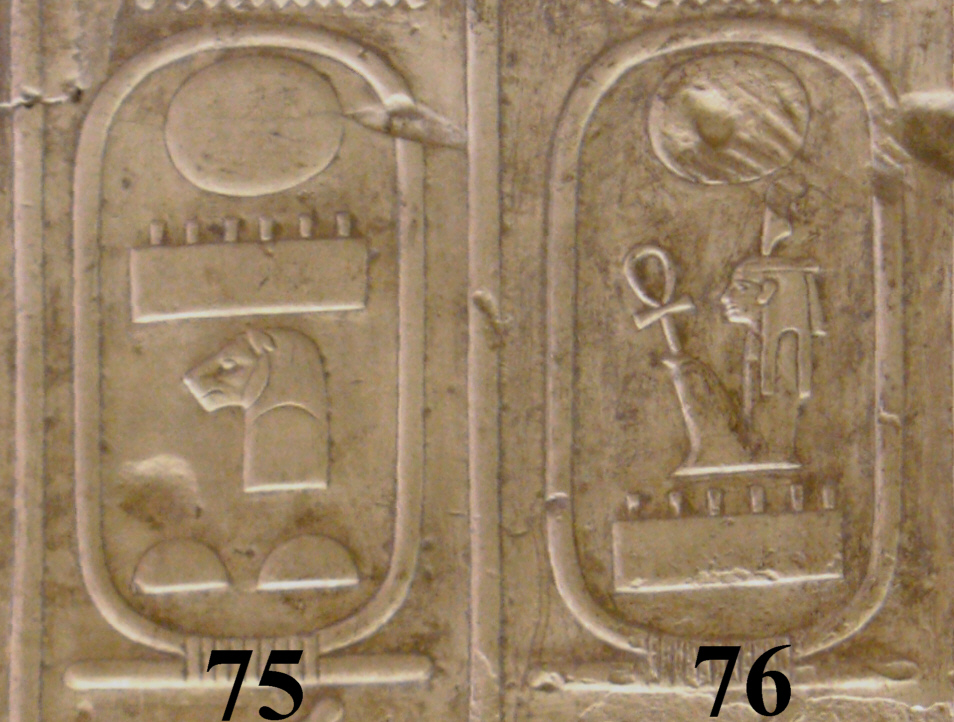
Liste d'Abydos - Cartouches des pharaons Menpehtyrê (Ramsès Ier) no 75 et Menmaâtrê (Séthi Ier) no 76.

La transcription des noms royaux égyptiens est caractérisée par quatre faits notables. Contrairement à l'habitude des monarchies européennes modernes, les anciens Égyptiens tout imprégnés de leur vision cyclique du temps, n'ont pas numéroté les prénoms de leurs souverains afin de les inscrire dans la continuité. Cette habitude ne s'est instituée qu'avec la mise en place de la science égyptologique au XIXe siècle, dont les savants pionniers étaient de culture européenne. Deuxièmement, l'orthographe des noms royaux est différente selon que l'on translittère les hiéroglyphes ou que l'on utilise le nom donné par les historiens grecs. Par exemple, la dénomination Amenhotep (nom transcrit de l'égyptien ancien) est identique à Aménophis (nom grec) ; Djehoutymès à Thoutmôsis ; Chepseskaf à Sebercheres ou à Sasychès. Troisièmement, une des règles de l'écriture hiéroglyphique est l'antéposition honorifique du glyphe divin. Cela revient à inscrire le symbole divin avant tous les autres, même s'il faut le lire en dernier. Cette règle de lecture est ignorée des premiers égyptologues, qui ont ainsi transcrit fautivement le sigle divin en premier. De ce fait, certaines dénominations royales sont connues par deux transcriptions ; tel Raneb (ancienne et fausse transcription) et Nebrê (bonne transcription). Quatrièmement, les égyptologues perpétuent la pratique des historiens grecs, qui vise à donner la préférence au Nom de Sa-Rê pour désigner le souverain égyptien. Or, la lecture des listes royales compilées par les anciens Égyptiens, ainsi que des noms figurant sur les statues royales, montre que ces derniers ont prioritairement désigné et connu leurs souverains par le Nom de Nesout-bity ; Khâkhéperrê pour Sésostris II, Khâkaourê pour Sésostris III, Âakhéperenrê pour Thoutmôsis II, ''Menkhéperrê pour Thoutmôsis III, Ousermaâtrê-Setepenrê pour Ramsès II, Ousermaâtrê-Mériamon pour Ramsès III.

### Éléments de la composition de l'être

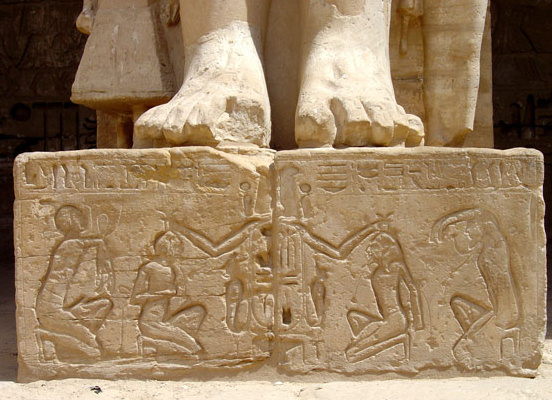
Le cartouche royal personnifié empoignant deux prisonniers par les cheveux. Socle d'un pilier osiriaque de Ramsès III - Médinet Habou -.

Dans le système de pensée des anciens Égyptiens, l'être humain est composé de plusieurs éléments, matériels et immatériels (corps, âme-Ba, vitalité-Ka, ombre, cœur), qui relient le monde terrestre des humains au monde invisible des dieux et ancêtres. Le nom est l'un de ces éléments essentiels qui définissent et situent l'individu dans la Création. La titulature royale est intimement liée aux statues et aux autres représentations iconographiques du pharaon. Une statue anonyme est inconcevable, car l'absence du nom du détenteur de la charge royale reviendrait à lui dénier l'exercice de la royauté terrestre. Tout comme l'image, le nom est le signe de la présence de Pharaon. Aussi, dans les temples, le nom du pharaon est omniprésent et gravé sur les parois, sur les plafonds, sur les colonnes, dans des frises, entouré ou non par des serpents uræus protecteurs.
Occasionnellement, surtout sous le Nouvel Empire, la titulature peut représenter la personne tout entière et remplacer la figuration corporelle du pharaon. Sur des monuments, des dignitaires peuvent ainsi être montrés en adoration devant le souverain ou devant sa titulature. Sur un linteau du temple de Seth d'Ombos, le dieu vivifie Thoutmôsis Ier par l'entremise de sa titulature. Sur une décoration du coffre du char de Thoutmôsis IV, le nom royal semble doté d'une vie propre en étant anthropomorphisé. En lieu et place du pharaon, le cartouche d'une main empoigne un ennemi par les cheveux tandis qu'avec l'autre il brandit une massue pour l’assommer. Le cartouche est en outre figuré avec une tête de faucon horienne couronnée du pschent et muni de plumes caudales. À Médinet Habou, sur la tranche du socle de certaines statues colossales de Ramsès III, le cartouche est là aussi muni de deux bras. Il tient captif et encordé quatre hommes qui sont les symboles des pays étrangers soumis à la puissance de Pharaon. L'identité de substance entre le nom et l'image de Pharaon trouve son expression la plus aboutie dans un groupe statuaire dédié conjointement à Ramsès II et au faucon Houroun. Le disque solaire (Râ) couronnant le corps enfantin du roi (mès) et le jonc (sou) qu'il tient dans la main forment le rébus Râ-mès-sou qui signifie Ramsès « Rê l'a engendré » afin d'écrire le prénom de naissance du souverain.

Titulature royale
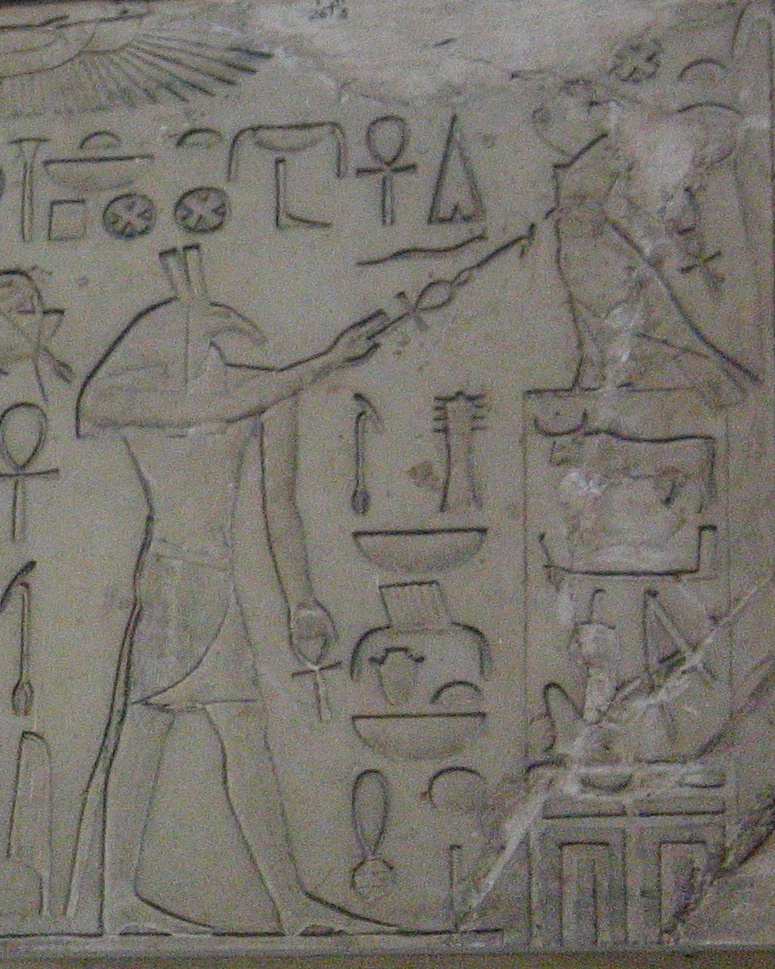
Seth vivifiant Thoutmôsis Ier à travers son nom royal - XVIIIe dynastie.
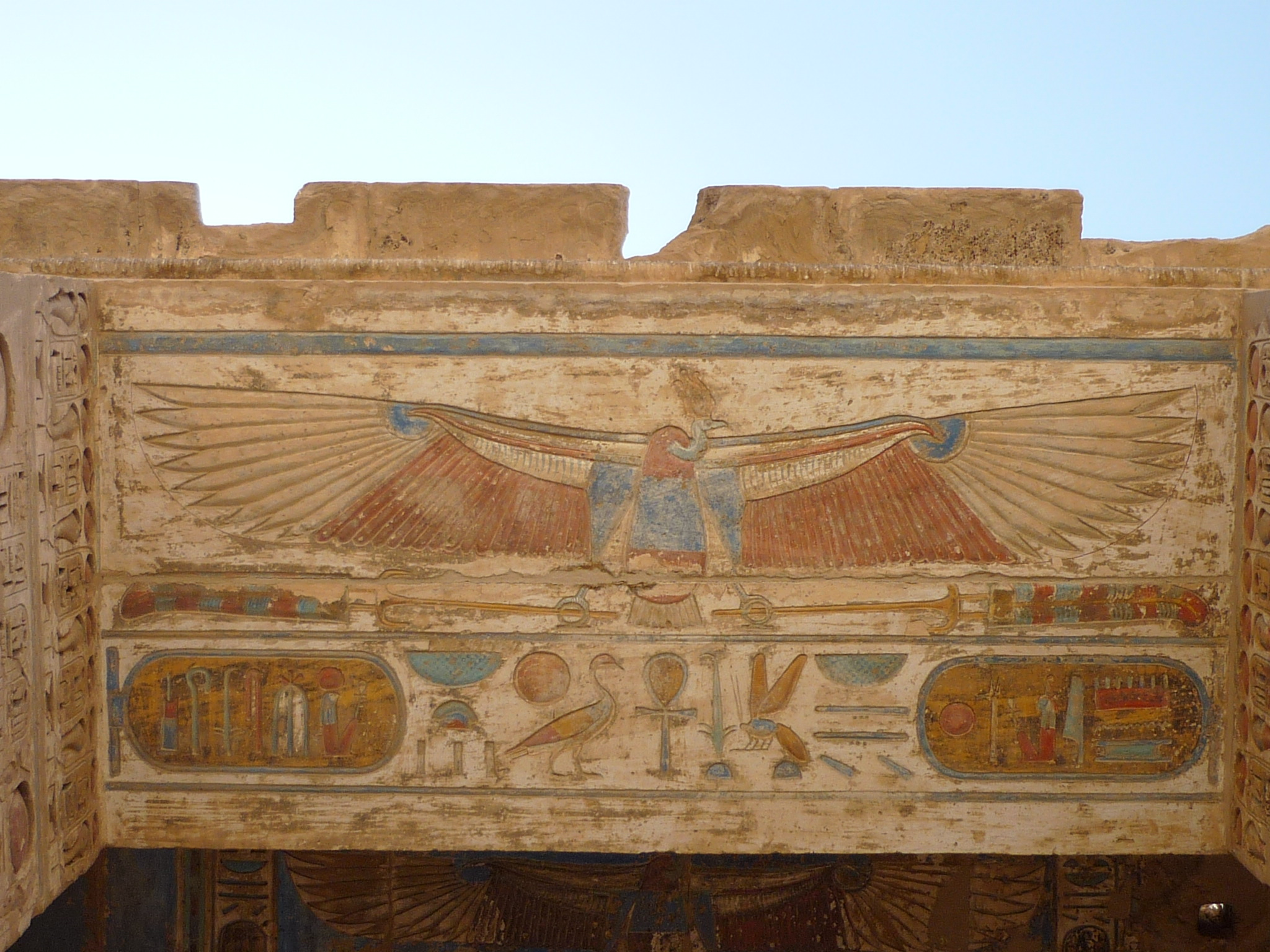
Le nom de Ramsès III sous la protection de Nekhbet - plafond de Médinet Habou - XXe dynastie.
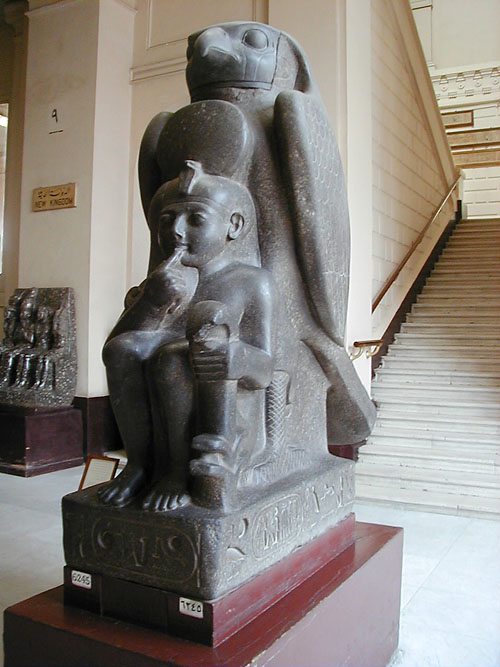
Statue rébus de Ramsès II - XIXe dynastie.

## Évolution de la titulature royale
Au tout début de la royauté, la titulature royale n'est pas standardisée. Ainsi, des hiéroglyphes utilisés plus tard en tant que titres font souvent partie intégrante du nom dans ces périodes anciennes. Le premier nom qui apparaît, dès la Période prédynastique, est le nom d'Horus, inscrit dans un serekh. Au cours de la Ire dynastie, un nouveau nom apparaît peut-être à partir de Djer (attesté uniquement sur la pierre de Palerme) : il s'agit de l'ancêtre du nom d'Horus d'or. Le titre lui-même Bik-nebou (Bjk-nbw) n'existe pas encore, seul le hiéroglyphe nbw, signifiant or, est systématiquement présent et fait partie intégrante du nom : par exemple, pour Djer, c'était Ny-Nebou, pour Den, Iâret-Nebou, pour Nynetjer, Ren-Nebou, pour Djéser, Râ-Nebou et pour Khaba, Netjer-Nebou. Au cours de cette même Ire dynastie, un autre nom apparaît également à partir de Den : ce nom est précédé du titre Nesout-bity (Nsw.t-bjty) et, à partir de Sémerkhet, ce nom comporte souvent (mais pas systématiquement) le vocable Nebty (nb.ty). Ce nom est considéré comme l'ancêtre du nom de Nebty. Ainsi, jusqu'à la IIIe dynastie, la titulature royale prenait la forme suivante :
- Hor nom (dans un serekh)
- Nesout-bity nom ou Nesout-bity nom-nebty
- Nom composé du hiéroglyphe nbw.

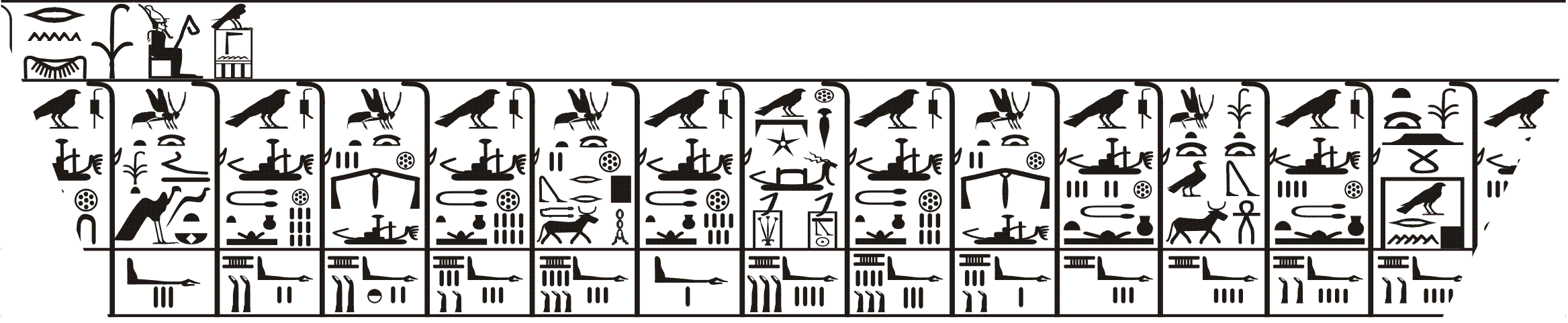
En haut à gauche, nom d'Horus et ancêtre du nom d'Horus d'or, sous la forme « Nom composé du hiéroglyphe nbw », de Ninetjer.
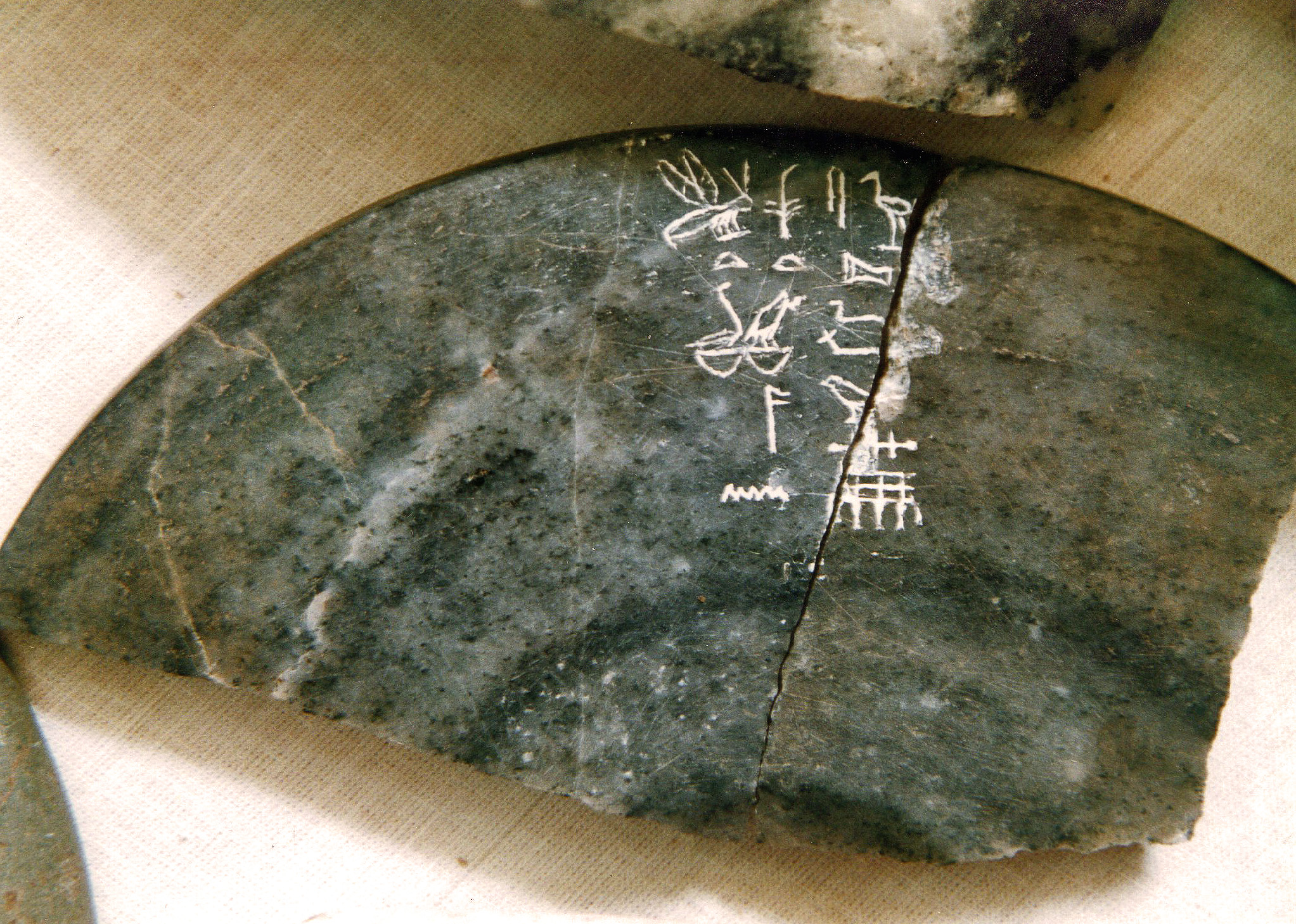
Deuxième nom de Ninetjer sous la forme « Nesout-bity nom-nebty ».

À partir de la seconde moitié de la IIIe dynastie, un quatrième nom apparaît, précédé du titre Nesout-bity (Nsw.t-bjty) et inscrit dans un cartouche. Ainsi, sur un sceau trouvé à Beit Khallaf, le serekh de Sanakht est accompagné d'un cartouche très abîmé, que certains reconstituent comme Nebka. Le cartouche est également utilisé par le dernier roi de la IIIe dynastie, Houni puis par tous leurs successeurs des dynasties suivantes. À partir de Snéfrou, l'ancêtre du nom d'Horus d'or intègre presque systématiquement le hiéroglyphe bjk, signifiant faucon, l'animal d'Horus : par exemple pour les rois de la IVe dynastie, pour Snéfrou, c'était Bik-Nebou, pour Khéops, Bikouy-Nebou, pour Djédefrê, Bikou-Nebou, pour Khéphren, Sekhem-Bik-Nebou et pour Mykérinos, Netjeri-Bik-Nebou. Si plus tard, le titre séparé du nom est bien Bik-Nebou, à cette époque ancienne, il fait partie intégrante du nom et ne peut en être séparé. On peut mentionner également que Sa-Râ (Sȝ-Rˁ) apparaît à partir de Djédefrê, mais il ne s'agit pas encore d'une composante de la titulature royale. Ainsi, jusqu'au début de la Ve dynastie, la titulature royale prenait la forme suivante :
- Hor nom (dans un serekh)
- Nesout-bity nom-nebty
- Nom composé des hiéroglyphes bjk et nbw
- Nesout-bity nom de couronnement (dans un cartouche).

À partir de Neferirkarê, un cinquième nom apparaît, il s'agit du nom de naissance du souverain et il est également inscrit dans un cartouche. Ce nom est souvent précédé du titre Nesout-bity (Nsw.t-bjty) et est de même souvent accompagné de Sa-Râ (Sȝ Rˁ), qui est même parfois directement intégré dans le cartouche (par exemple Ounas, Téti, Pépi Ier, Pépi II, Montouhotep II et Amenemhat Ier). La forme de ce titre est donc assez instable : Nesout-bity est tantôt absent, tantôt présent ; Sa-Râ est tantôt absent, tantôt présent, parfois devant le cartouche, parfois à l'intérieur de celui-ci. Plus rarement, le nom pouvait également être allongé par l'ajout de certains titres à l'intérieur même du cartouche. Ainsi, à partir de Neferirkarê, la titulature royale prenait la forme suivante :
- Hor nom (dans un serekh)
- Nesout-bity nom-nebty
- Nom composé des hiéroglyphes bjk et nbw
- Nesout-bity nom de couronnement (dans un cartouche)
- (Nesout-bity) (Sa-Râ) nom de naissance (dans un cartouche) ou (Nesout-bity) Sa-Râ - nom de naissance (dans un cartouche).

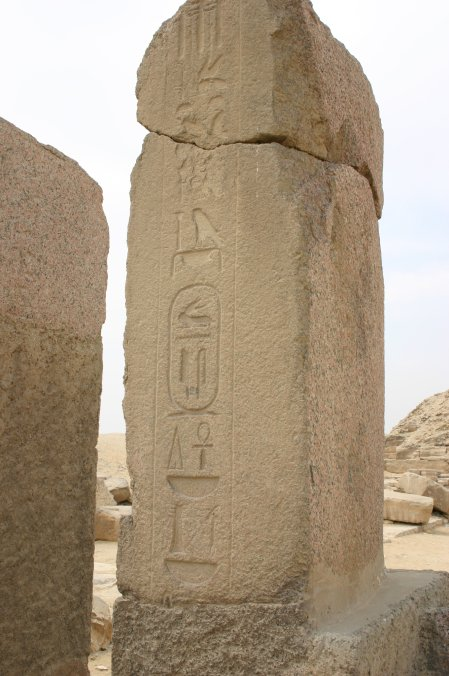
Nom de naissance d'Ounas sans Nesout-bity ni Sa-Râ.
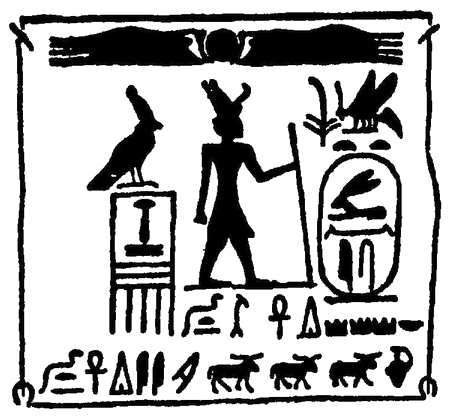
Nom de naissance d'Ounas avec seulement Nesout-bity.
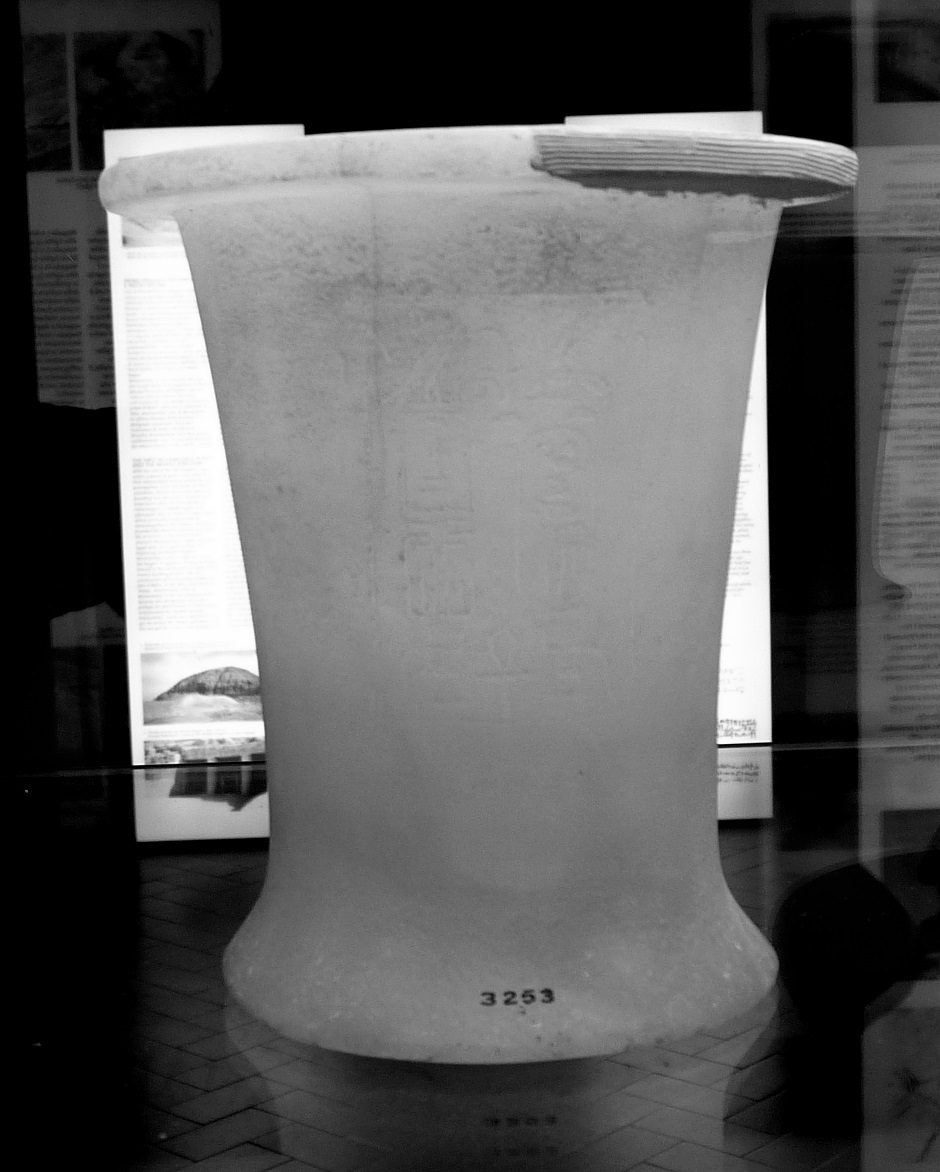
Nom de naissance d'Ounas avec Nesout-bity devant le cartouche et Sa-Râ dans le cartouche.
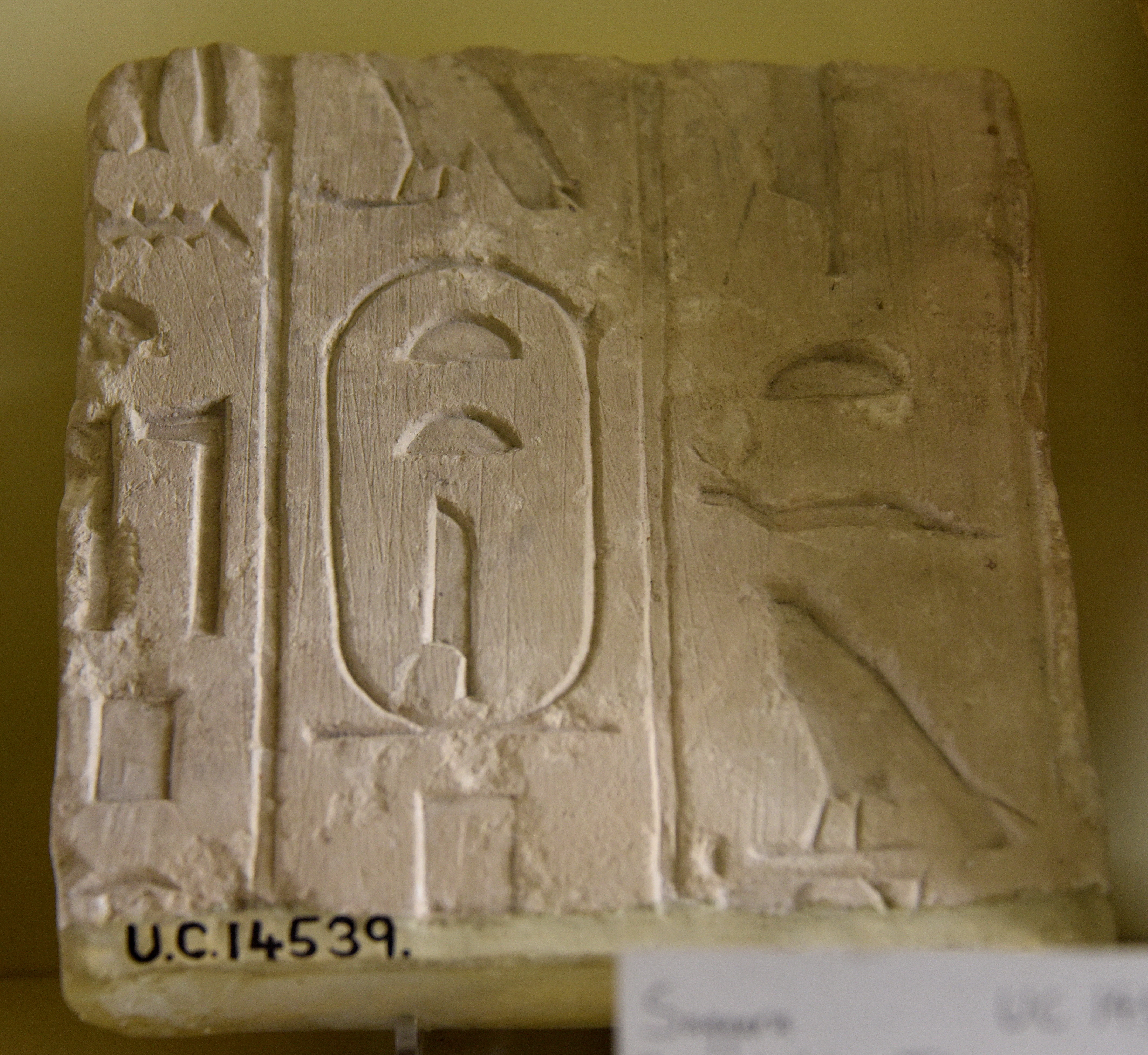
Nom de naissance de Téti sans Nesout-bity ni Sa-Râ.
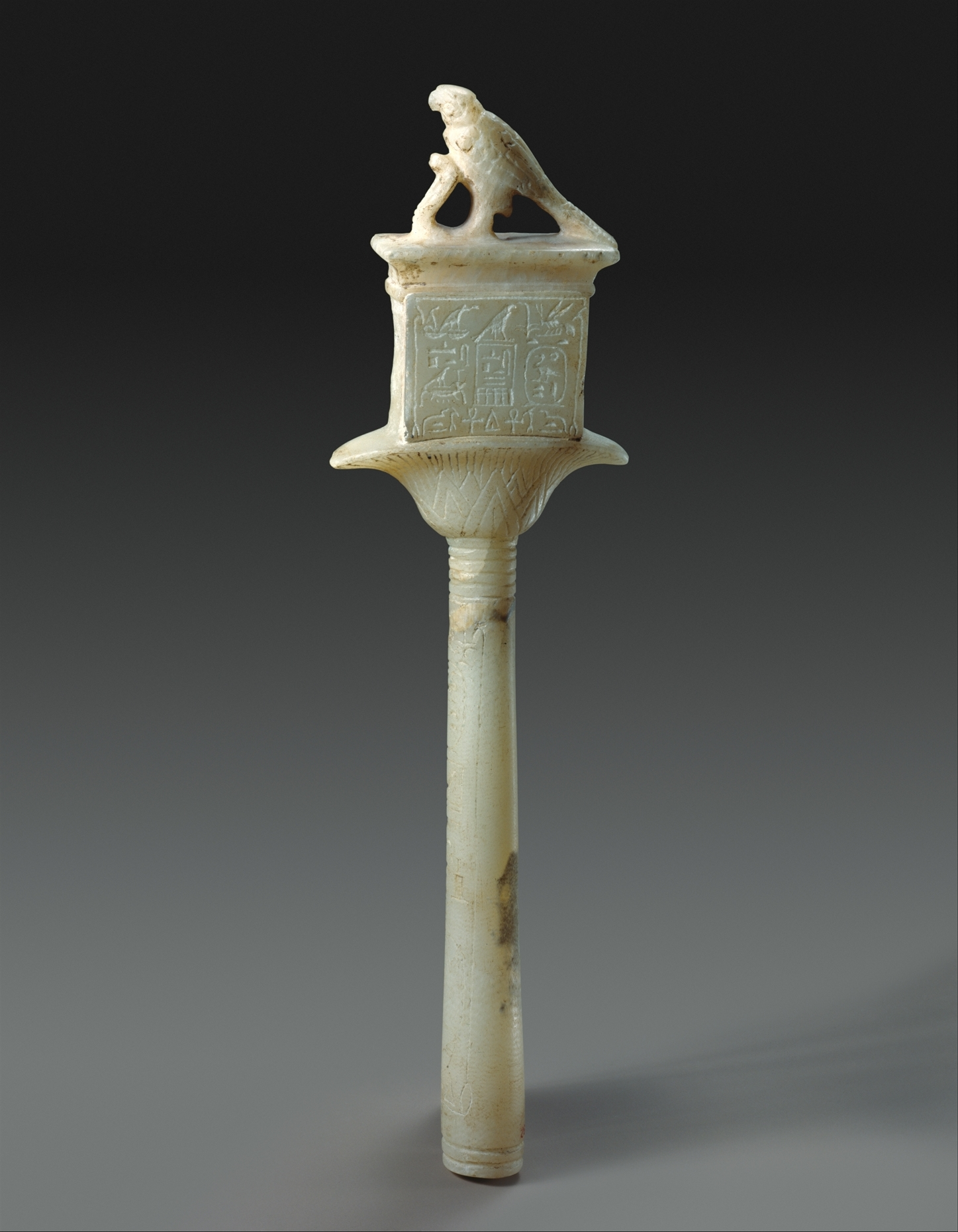
Nom de naissance de Téti avec Nesout-bity devant le cartouche et Sa-Râ dans le cartouche.
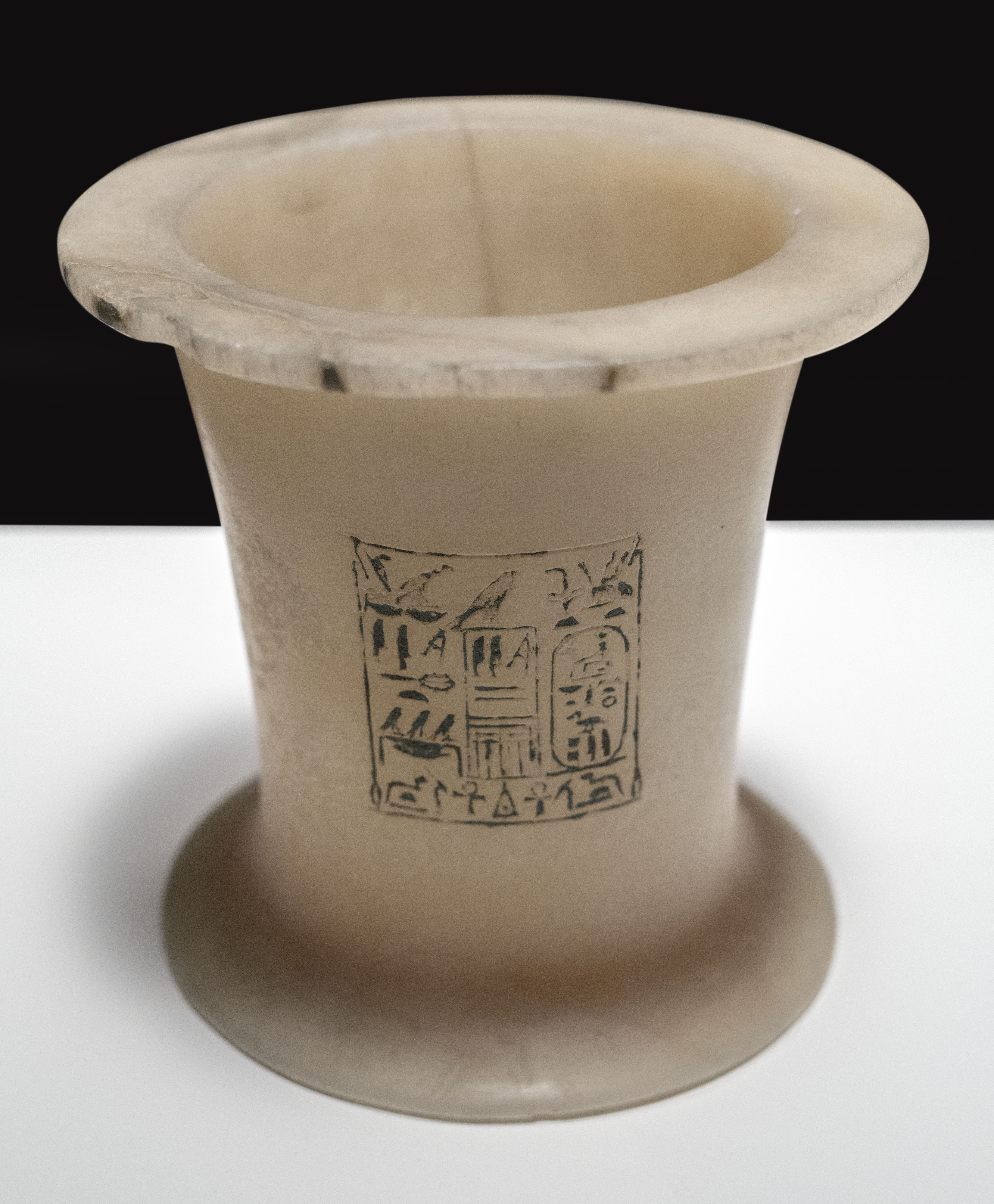
Nom de naissance de Pépi Ier avec l'ajout à l'intérieur du cartouche du titre Le fils d'Hathor, maîtresse de Dendérah.

Ce n'est qu'à partir de Meribrê Khety que le nom de Nebty acquiert sa forme finale, le vocable Nebty étant devenu un titre à part entière et non plus une partie intégrante du nom. Le vocable Sa-Râ peut encore être trouvé à l'intérieur du cartouche jusqu'à Amenemhat Ier. Le nom d'Horus d'or acquiert sa forme finale à partir du début XIIIe dynastie, quand le vocable Bik-nebou devient un titre bien séparé du nom. La forme finale de la titulature devint alors :
- Hor nom (dans un serekh)
- Nebty nom
- Bik-nebou nom
- Nesout-bity nom de couronnement (dans un cartouche)
- Sa-Râ nom de naissance (dans un cartouche).

## Liste des cinq titres royaux

### Nom d'Horus
| G5 |

| G5 |

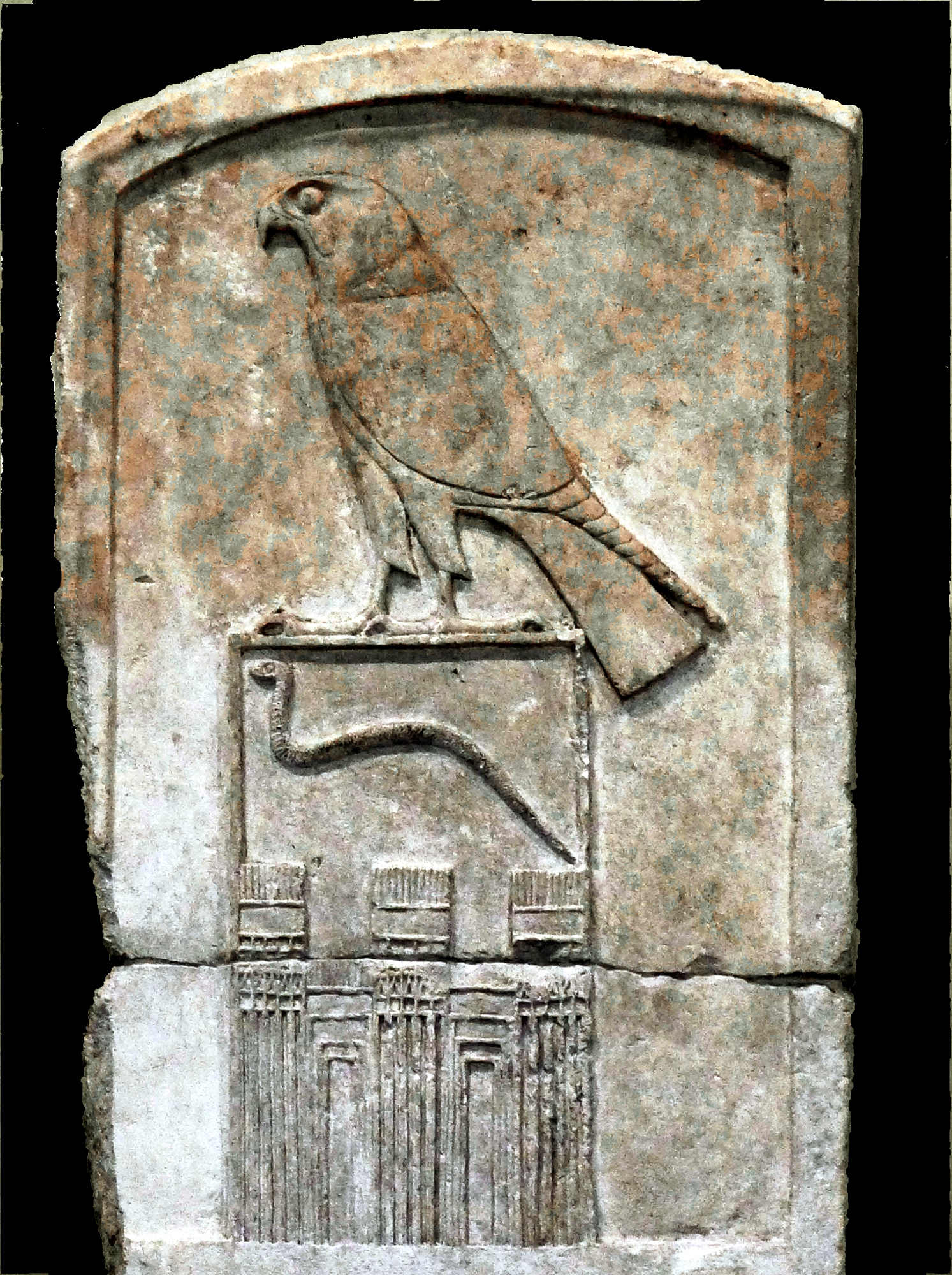
Serekh du roi Ouadji, vers -3020, Musée du Louvre.

Le nom d'Horus est introduit par le hiéroglyphe du faucon Horus, dieu principal de la ville de Nekhen (Hiérakonpolis) en Haute-Égypte. De là, sont issus les Shemsou Hor ou « Suivants d'Horus ; les fondateurs de l'État égyptien. Aux premiers temps de l'institution pharaonique, durant la période prédynastique et au début de la Ire dynastie, la titulature royale ne comporte que le seul nom d'Horus. Les plus anciens pharaons comme Narmer ou Hor-Aha ne sont ainsi connus que par ce titre. Il est possible de penser que les courtisans de ces premiers souverains ont exploité le mythe préhistorique d'une divinité falconidée et céleste nommée Horus et qu'ils ont assimilés leurs dirigeants à cette figure divine. Le récit de ce mythe archaïque est aujourd'hui perdu mais il en subsiste de nombreuses allusions dans les Textes des pyramides. Des animaux comme le taureau ou le lion ont été utilisés comme emblèmes royaux dès le prédynastique (Palette de Narmer, Palette du champ de bataille et Palette au taureau). Cependant, c'est plus spécifiquement le faucon qui en est venu à symboliser le pouvoir royal ; chaque roi devenant un nouvel Horus au moment de l'intronisation. Même si on ne connaît les premiers pharaons que par leur nom d'Horus, cette dénomination n'est probablement pas le prénom de naissance. Il doit s'agir d'un surnom forgé lors de l'accession au trône afin d'entourer d'une aura religieuse et mythique le nouvel accédant au pouvoir.
Dans les textes hiéroglyphiques, le nom d'Horus est facilement discernable. Il est inscrit à l'intérieur du serekh, un mot qui signifie « se faire remarquer » et qui est la représentation stylisée et rectangulaire de l'enceinte du palais royal. Cette image est ainsi l'évocation du concept du roi, nouvel Horus, vivant dans son palais terrestre. Surmonté d'un faucon couronné ou non du pschent, ce nom exprime la nature divine du pharaon en tant que représentant terrestre du dieu céleste Horus.
Exemples :
- Amenhotep III : Kanakht, Khaouemmaât, Taureau puissant, Celui qui est apparu en tant que Maât[19] ;

| G5 | \| \| |
|    |       |

|  |

| G5 | \| \| |
|    |       |

|  |

| E2 · D40 | N28 | G17 | C10 |

| E2 · D40 | N28 | G17 | C10 |

| E2 · D40 | N28 | G17 | C10 |

| E2 · D40 | N28 | G17 | C10 |

| E2 · D40 | N28 | G17 | C10 |

| E2 · D40 | N28 | G17 | C10 |

| E2 · D40 | N28 | G17 | C10 |

| E2 · D40 | N28 | G17 | C10 |

- Toutânkhamon : Kanakht, Toutmesout, Taureau puissant, Celui dont les naissances sont complêtes[20] ;

| G5 | \| \| |
|    |       |

|  |

| G5 | \| \| |
|    |       |

|  |

| E1 · D44 | X1 | G43 | X1 | F31 | S29 | X1 | G43 | Z2 |

| E1 · D44 | X1 | G43 | X1 | F31 | S29 | X1 | G43 | Z2 |

| E1 · D44 | X1 | G43 | X1 | F31 | S29 | X1 | G43 | Z2 |

| E1 · D44 | X1 | G43 | X1 | F31 | S29 | X1 | G43 | Z2 |

| E1 · D44 | X1 | G43 | X1 | F31 | S29 | X1 | G43 | Z2 |

| E1 · D44 | X1 | G43 | X1 | F31 | S29 | X1 | G43 | Z2 |

| E1 · D44 | X1 | G43 | X1 | F31 | S29 | X1 | G43 | Z2 |

| E1 · D44 | X1 | G43 | X1 | F31 | S29 | X1 | G43 | Z2 |

- Nectanébo Ier : Tjemaâ, Celui dont le bras est fort[21].

| G5 | \| \| |
|    |       |

|  |

| G5 | \| \| |
|    |       |

|  |

| V13 · U1 · D36 |

| V13 · U1 · D36 |

| V13 · U1 · D36 |

| V13 · U1 · D36 |

| V13 · U1 · D36 |

| V13 · U1 · D36 |

| V13 · U1 · D36 |

| V13 · U1 · D36 |

### Nom de Nebty
| G16 |

| G16 |

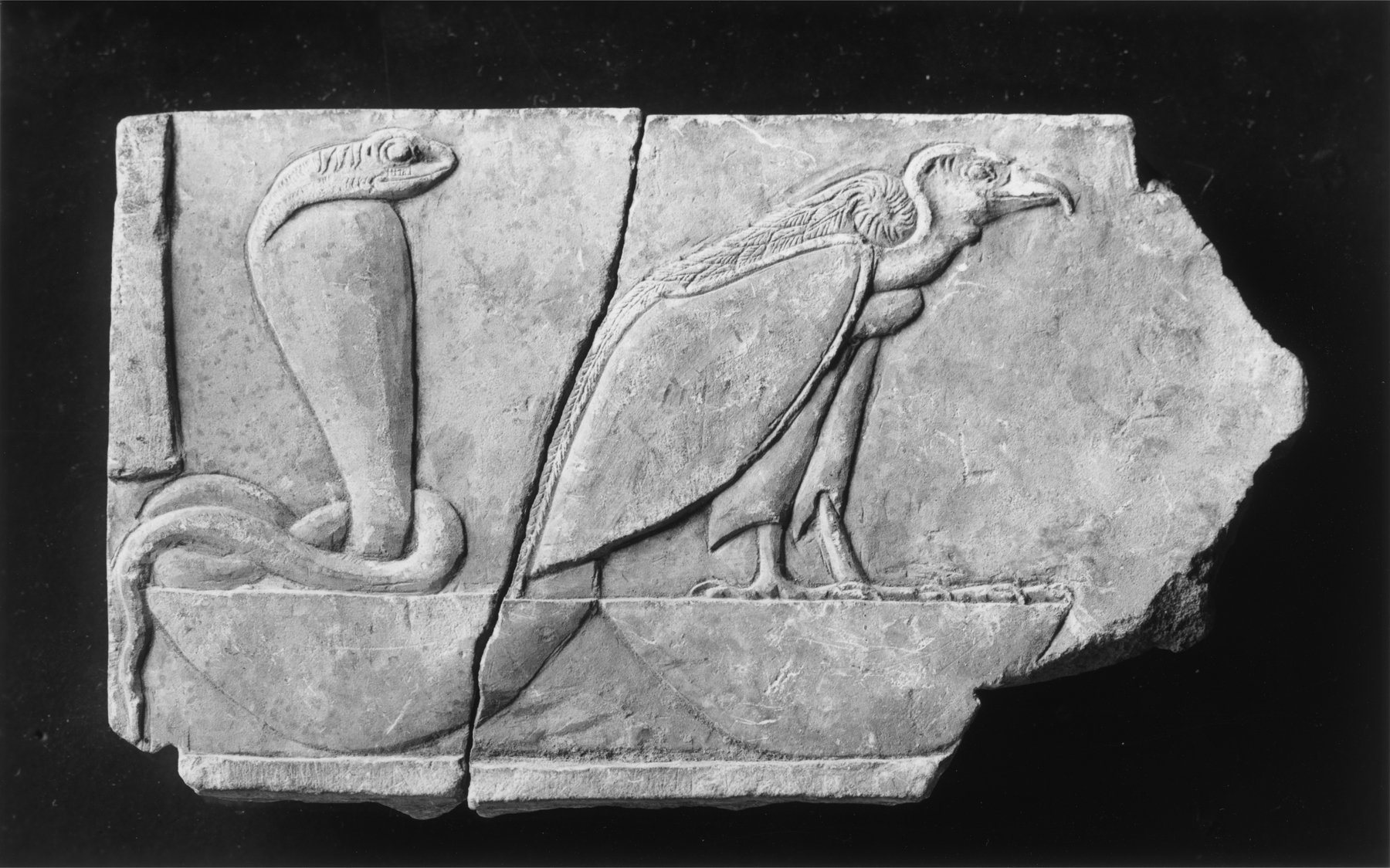
Les Deux Maîtresses Nekhbet et Ouadjet.

Le nom de Nebty ou nom des Deux Maîtresses place le pharaon sous la protection des deux déesses Nekhbet et Ouadjet. Dans l'iconographie, elles sont représentées debout sur le hiéroglyphe de la corbeille. Celui-ci a pour signification « maître » ou « maîtresse », d’où la désignation de nebty, « Les Deux Maîtresses » ou « Les Deux Dames ». Nekhbet, la vautour femelle, est la déesse tutélaire de la ville méridionale de Nekheb, en Haute-Égypte. La déesse cobra Ouadjet est quant à elle la protectrice de la ville septentrionale de Bouto, en Basse-Égypte. Ces deux cités avaient déjà atteint une importance notable durant les périodes prédynastique et thinite avant l'unification politique de l'Égypte. La première cité est située en face de Nekhen d'où est issu le dieu faucon Horus. La seconde est située dans les marécages du Delta du Nil. Une ancienne analyse voyait dans ce titre la marque d'une conquête agressive du sud sur le nord. Cette assertion est maintenant abandonnée. Il vaut, sans doute, mieux y voir une allusion au concept de la dualité par lequel les Égyptiens percevaient le monde. Selon cette vision, les deux royaumes - l'étroite vallée méridionale du Nil et le luxuriant delta septentrional - se trouvent être complémentaire. Dans l'écriture le groupe du vautour et du cobra est attesté dès le règne de Hor-Aha (début de la Ire dynastie) inscrit à côté du serekh où figure inscrit le nom royal.
Toutefois, ce n'est que vers la fin de cette même dynastie, que Sémerkhet introduit le nom de Nebty en tant que deuxième élément de la titulature. Ceci pour exprimer l'unification des Deux Terres, la Haute-Égypte et la Basse-Égypte dans la personne unique du souverain. À partir de là, ce titre est continuellement utilisé par les souverains égyptiens.
Exemples :
- Amenhotep III : Semenouhepou, Segerehoutaouy, Celui qui établit les lois, Celui qui apaise les Deux Terres[19] ;

| G16 | \| \| | S29 | Y5 · N35 · Y1 | O4 · Q3 | G43 | Y1 · Z2 | S29 | W11 · D21 | V28 | D36 · N17 · N17 |
|     |       |     |               |         |     |         |     |           |     |                 |

|  |

- Toutânkhamon : Neferhepou, Segerehoutaouy, Sehetepounetjerounebou, Celui dont les lois sont parfaites, Celui qui apaise les Deux Terres, Celui qui satisfait les dieux[20] ;

| G16 | \| \| | F35 | O4 · Q3 | G43 | M40 | Z3 | S29 | W11 · D21 | V28 | D36 · N17 · N17 | N21 · N21 |
|     |       |     |         |     |     |    |     |           |     |                 |           |

|  |

- Ramsès II : Mekoukemet, Ouafoukhasout, Celui qui protège l'Égypte, Celui qui soumet les contrées étrangères[26] ;

| G16 | \| \| | G37 · D21 | F7 · X1 | G20 | V31 · Aa16 | X1 · Z2 |
|     |       |           |         |     |            |         |

|  |

- Nectanébo Ier : Semenekhoutaouy, Celui qui rend les Deux Terres efficientes[21].

| G16 | \| \| | S29 | Y5 · Aa1 · U22 | M127 | M13 |
|     |       |     |                |      |     |

|  |

### Nom d'Horus d'or
| G8 |

| G8 |

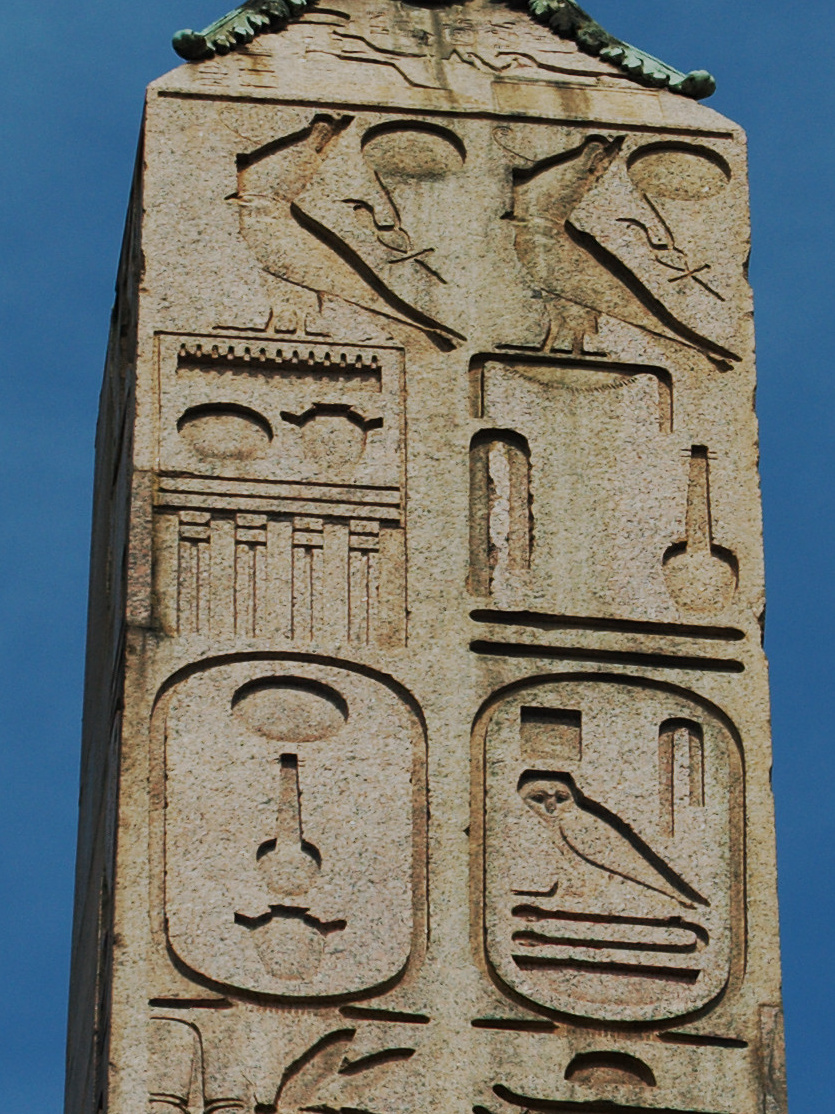
Titulature du pharaon Psammétique II - Obélisque du Montecitorio.

Durant l'Ancien Empire se met progressivement en place le nom d'Horus d'or, ou Hor Noubt, qui s'écrit avec l'image du faucon Horus posé debout sur le hiéroglyphe de l'or (nebou). Le métal est vraisemblablement représenté par l'idéogramme du collier précieux. La première attestation du collier dans une titulature remonte au pharaon Den de la Ire dynastie. Il est associé avec le cobra afin de noter l'épiclèse iaret nebou « L’uræus d'or ». La première association entre le faucon et l'or remonte au règne de Khaba sous la IIIe dynastie. Plus tard, sous la IVe dynastie, le glyphe de l'or peut être accompagné par un, deux ou même trois faucons. Dans ces cas, il s'agit plus d'un « Nom d'or » que du Nom d'Horus d'or tel qu'il est traditionnellement connu par la suite.
L'analyse de ce titre royal est délicate. Dans la pensée égyptienne, le métal doré est lié au monde divin. Du fait de sa brillance et de son inaltérabilité, l'or a des connotations solaires en lien avec les rayons étincelants du soleil. Dans les hymnes, l'or est dit être la chair des dieux tandis que l'argent constitue leur ossature. Le faucon associé à l'or évoque le ciel diurne rempli de la lumière solaire. Il est ainsi possible de voir en ce titre une identification du pharaon à l’Horus solaire et céleste et une évocation de la pérennité de l'institution monarchique.
Cette interprétation ne fait pas l’unanimité et ce titre peut aussi s'interpréter comme une évocation de la puissance guerrière de Seth. Il est à signaler que Seth disposait d'un temple dans la ville de Noubt, la « ville de l'or », et l'un de ses surnoms est Noubty, traduisible par « Celui de Noubt » ou par « Le Doré ». On peut penser que du fait de l'interprétation duelle du cosmos par les Égyptiens, la présence d'Horus dans la titulature (nom d'Horus) a dû être contrebalancée par la présence de Seth sous le couvert du titre de l'Horus d'or. Du fait du caractère turbulent de Seth dans le mythe et de son geste fratricide envers Osiris, la présence de ce dieu a été camouflée en ne le nommant pas explicitement. Cela est d'autant plus probable que l'un des titres de la reine est « Celle qui voit Horus et Seth », c'est-à-dire le pharaon, son époux. D'une manière exceptionnelle, le nom de Seth a été utilisé sous la IIe dynastie lorsque le roi Péribsen a eu le désir de mettre ce dieu au rang de divinité principale en abandonnant son nom d'Horus.
Exemples :
- Amenhotep III : Âakhepesh, Houousetetyou, Celui dont la force est grande, Celui qui a frappé les Asiatiques[19] ;

| G8 | \| \| | O29 · D36 · F23 | V28 | A24 | S22 · X1 | G21 · Z3 |
|    |       |                 |     |     |          |          |

|  |

- Toutânkhamon : Outjesoukhaou, Sehetepounetjerou, Celui qui élève les couronnes, Celui qui satisfait les dieux[20] ;

| G8 | \| \| | U39 | N28 · Z2 | O34 | R4 · X1 · Q3 | R8A |
|    |       |     |          |     |              |     |

|  |

- Nectanébo Ier : İroumeroutnetjerou, Celui qui fait ce qu'aiment les dieux[33].

| G8 | \| \| | R8 | R8 | R8 | D4 · X1 · N36 |
|    |       |    |    |    |               |

|  |

### Nom de Nesout-bity
| M23 · t | L2 · t |

| M23 · t | L2 · t |

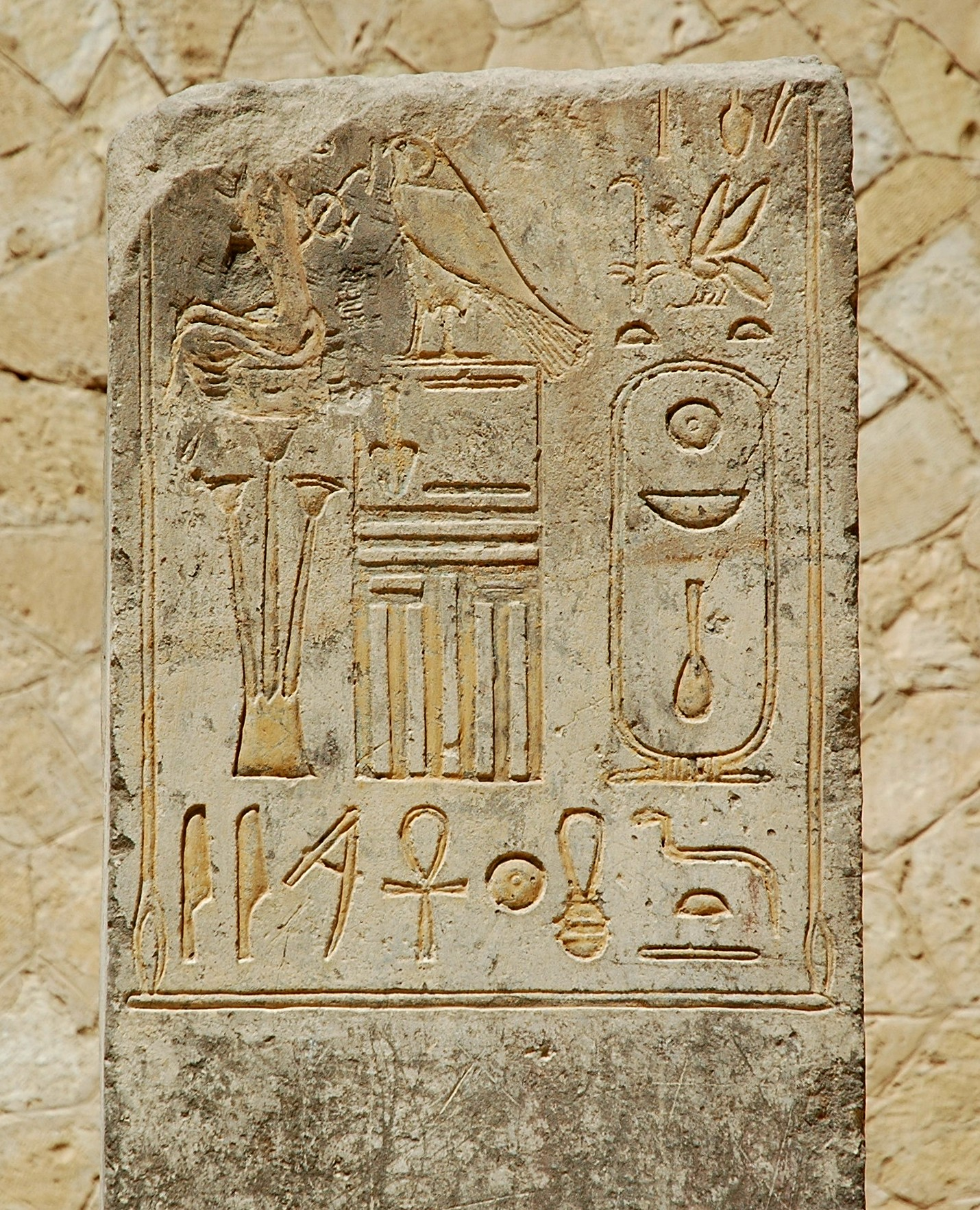
Titulature de Montouhotep II ; les noms d'Horus et de Nesout-bity.

Également connu sous les vocables de praenomen et de nom de couronnement, le nom de Nesout-bity est la dernière des quatre appellations attribuées au pharaon lors de l'intronisation. En suivant des sources en langue grecque de l'époque ptolémaïque, telle la Pierre de Rosette, l'expression égyptienne Nesout-bity a souvent été traduite par « Roi de Haute et Basse-Égypte ». Plus littéralement, elle semble signifier « Celui qui appartient au jonc et à l'abeille » ; le jonc-sout et l'abeille-biti étant respectivement les symboles héraldiques des royaumes de Haute et Basse-Égypte. La première partie du titre, nesout fait référence à la royauté en tant qu'institution pérenne issue du monde divin. Dans les faits, le mot nesout signifie « roi » comme dans les expressions per-nesout « maison du roi », oudj-nesout « commandement du roi », sa-nesout « fils du roi ». La seconde partie, bity semble faire référence au détenteur mortel et donc éphémère de la charge royale. Ce second terme se rencontre plus précisément dans le contexte humain des affaires administratives et gouvernementales comme dans l'expression khetmety-bity « trésorier du roi (actuel) ». La juxtaposition des deux termes nesout-bity est une manière commode de mentionner dans une même expression les deux aspects du roi, divin et mortel, augmenté d'une évocation assez évidente de la division du pays en royaumes du sud et du nord.
Au milieu de la Ire dynastie, le pharaon Den fait preuve d'innovation en adjoignant la désignation de souty-bity « Celui du jonc et de l'abeille » à sa titulature. Son successeur Adjib est le premier souverain à en user tel un titre suivi d'une épiclèse. Durant les IVe, Ve et VIe dynasties, ce nom de couronnement assez peu mis en relation avec Rê. Par la suite, le dieu solaire devient une référence quasi-obligée. À partir du Moyen Empire, le praenomen devient le titre le plus important des cinq éléments de la titulature. Il devient ainsi le nom par lequel le pharaon est désigné quand seulement un seul titre est mentionné. Ceci s'explique, sans doute, par le fait que ce nom est invariablement inscrit dans un cartouche. Ce dernier hiéroglyphe représente une boucle de corde ovale nouée à l'une des extrémités. Dans un texte, ce procédé formel fait ressortir visuellement le nom du pharaon et signifie symboliquement que la puissance royale encercle l'ensemble de la Création. En d'autres termes, le pharaon se proclame maître de l’univers.
Exemples :
- Hatchepsout : Maâtkarê, Maât est le Ka de Rê[37] ;

|             |     |     |
| \| \| \| \| |     |     |
|             |     |     |
| N5          | C10 | D28 |

| N5 | C10 | D28 |

|             |     |     |
| \| \| \| \| |     |     |
|             |     |     |
| N5          | C10 | D28 |

| N5 | C10 | D28 |

- Amenhotep III : Nebmaâtrê, Rê est le seigneur de la Maât[19] ;

|             |     |     |
| \| \| \| \| |     |     |
|             |     |     |
| N5          | V30 | C10 |

| N5 | V30 | C10 |

|             |     |     |
| \| \| \| \| |     |     |
|             |     |     |
| N5          | V30 | C10 |

| N5 | V30 | C10 |

- Toutânkhamon : Nebkheperourê, Rê est le seigneurs des devenirs[20] ;

|             |    |          |
| \| \| \| \| |    |          |
|             |    |          |
| N5          | L1 | Z2 · V30 |

| N5 | L1 | Z2 · V30 |

|             |    |          |
| \| \| \| \| |    |          |
|             |    |          |
| N5          | L1 | Z2 · V30 |

| N5 | L1 | Z2 · V30 |

- Nectanébo Ier : Kheperkarê, Le Ka de Rê est advenu[33].

|             |    |     |
| \| \| \| \| |    |     |
|             |    |     |
| N5          | L1 | D28 |

| N5 | L1 | D28 |

|             |    |     |
| \| \| \| \| |    |     |
|             |    |     |
| N5          | L1 | D28 |

| N5 | L1 | D28 |

### Nom de Sa-Rê
| G39 | N5 |

| G39 | N5 |

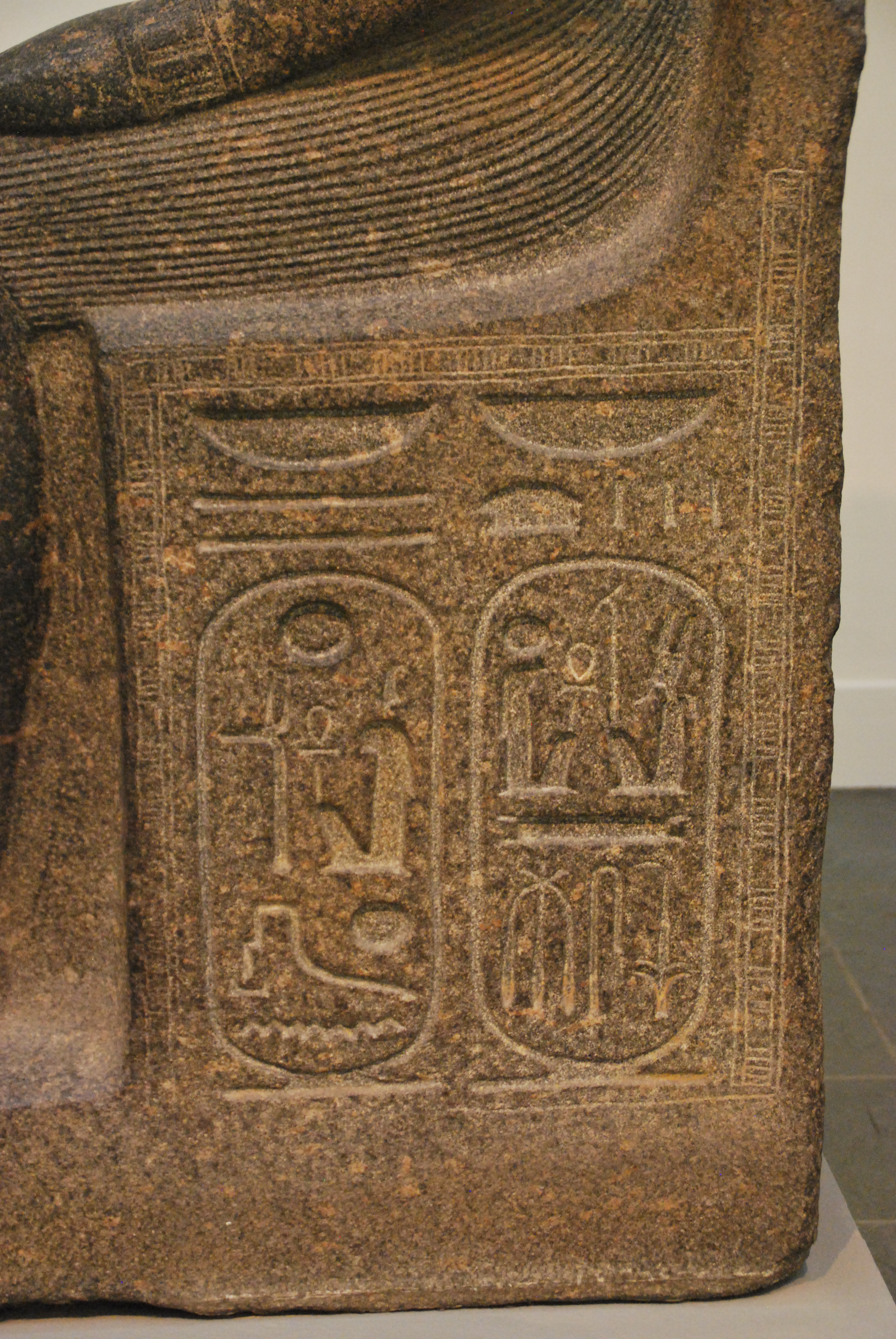
Titulature de Ramsès II : noms de Nesout-bity (gauche) et de Sa-Rê (droite) - Boston, Museum of Fine Arts.

Également connu sous les appellations de nomen et de nom de naissance, le nom de Sa-Rê qualifie le pharaon de « fils de Rê ». Ce titre est constitué par l'idéogramme du canard-sa qui signifie « fils » et par celui du soleil. Cette filiation divine rattache charnellement la personne royale au dieu-soleil Rê. Le titre apparaît pour la première sous Djédefrê (IVe dynastie). Dans les faits, il s'agit du prénom donné au prince héritier à sa naissance. Ce nom de naissance, inséré dans la titulature officielle, signale l'origine divine du souverain. Il témoigne aussi de l'influence grandissante du clergé d'Héliopolis et du culte de Rê dans la vie politique. Avec l'apparition de la titulature complète, le nom de Nesout-bity et le nom de Sa-Rê sont invariablement insérés dans le cartouche royal. Le serekh reste, quant à lui, réservé au seul nom d'Horus dans les grandes inscriptions dédicatoires arrangées en colonnes.
Exemples :
- Amenhotep III : Amenhotep, Heqa Ouaset, Amon est satisfait, Le souverain de Thèbes[40] ;

|                   |          |    |     |     |
| \| \| \| \| \| \| |          |    |     |     |
|                   |          |    |     |     |
| M17               | Y5 · N35 | R4 | S38 | R19 |

| M17 | Y5 · N35 | R4 | S38 | R19 |

|                   |          |    |     |     |
| \| \| \| \| \| \| |          |    |     |     |
|                   |          |    |     |     |
| M17               | Y5 · N35 | R4 | S38 | R19 |

| M17 | Y5 · N35 | R4 | S38 | R19 |

- Toutânkhamon : Toutânkhamon, Heqa Iounou Shemai, Image vivante d'Amon, Le souverain d'Héliopolis du sud[20] ;

|                               |          |    |     |    |     |     |     |     |
| \| \| \| \| \| \| \| \| \| \| |          |    |     |    |     |     |     |     |
|                               |          |    |     |    |     |     |     |     |
| M17                           | Y5 · N35 | X1 | G43 | X1 | S34 | S38 | O28 | M26 |

| M17 | Y5 · N35 | X1 | G43 | X1 | S34 | S38 | O28 | M26 |

|                               |          |    |     |    |     |     |     |     |
| \| \| \| \| \| \| \| \| \| \| |          |    |     |    |     |     |     |     |
|                               |          |    |     |    |     |     |     |     |
| M17                           | Y5 · N35 | X1 | G43 | X1 | S34 | S38 | O28 | M26 |

| M17 | Y5 · N35 | X1 | G43 | X1 | S34 | S38 | O28 | M26 |

- Nectanébo Ier : Nakhtnebef, Son maître est fort[33].

|                  |                |      |
| \| \| \| E151 \| |                |      |
|                  |                |      |
| N35 · M3         | Aa1 · X1 · D40 | E151 |

| N35 · M3 | Aa1 · X1 · D40 | E151 |

|                  |                |      |
| \| \| \| E151 \| |                |      |
|                  |                |      |
| N35 · M3         | Aa1 · X1 · D40 | E151 |

| N35 · M3 | Aa1 · X1 · D40 | E151 |

Le choix du prénom dépend de traditions familiales établies au sein de chaque dynastie royale. Un nouveau-né reçoit généralement le prénom de son père, d'un de ses oncles ou d'un de ses grands-pères. Du fait de lacunes dans nos connaissances, il n'est pas toujours évident de reconstituer l'arbre généalogique d'un souverain et ainsi de suivre le fil des transmissions. Néanmoins, on est assez bien renseigné pour les périodes du Moyen et du Nouvel Empire. Sous la XIe dynastie le choix se porte d'abord sur le prénom Antef « Celui que son père a amené » puis sur celui de Montouhotep « Montou est satisfait ». La XIIe dynastie alterne entre les prénoms Amenemhat « Amon est en tête » et Senousret  (Sésostris) « L'homme de la Puissante (déesse) ». La XVIIIe dynastie s'est placée sous la protection du dieu Amon en adoptant le prénom Amenhotep (Aménophis) « Amon est en fête » et sous la protection du dieu lunaire Thot avec les prénoms Ahmès (Ahmôsis) « La Lune est née » et Djehoutymès (Thoutmôsis) « Né de Thot ». Ce dernier prénom semble avoir été attribué au fils aîné d'une concubine royale. Les XIXe et XXe dynasties voient la préférence aller vers les prénoms Séthi « Celui de Seth » et Ramsès « Né de Rê ».

## Pratiques royales

### Élaboration de la titulature
En tant que gouvernement d'un seul homme sur la population égyptienne, Pharaon a pour charge de continuer l'œuvre du dieu créateur Atoum-Rê. Les actions royales comme la guerre, la fondation de villes, la rénovation des temples ou la promulgation de réformes législatives ne sont pas présentées dans une perspective historique. Elles s'inscrivent plutôt comme la répétition d'événements survenus dans les temps mythiques lorsque les dieux étaient présents sur terre et régentaient directement les humains.
L'élaboration de la titulature n'échappe pas à ce mode de pensée. Dans les textes de propagande royale, des dieux comme Amon-Rê participent directement à sa confection. L'exemple le plus parlant est le Texte de la Jeunesse de Thoutmôsis III : « Il fixa mes diadèmes et sa propre titulature fut mise en place pour moi. Il plaça d'abord le faucon sur le serekh (...) Il fit que j'élève les Deux Maîtresses et rendit ma royauté pérenne (...) Il me façonna ensuite comme un faucon d'or (...) Il fit ensuite que j'apparaisse en roi de Haute et Basse-Égypte (...) ». Plus prosaïquement l'élaboration de la titulature et sa proclamation sont le fait d'un collège de prêtres comme l'indique le Texte de l'investiture anticipée de la pharaonne Hatchepsout : « Il ordonna que les prêtres lecteurs lui fussent amenés pour proclamer les grands noms [...] tandis qu'assurément le dieu manifestait dans leur cœur de faire ses noms conformément à ce qu'il avait fait avant ». La titulature est d'origine divine mais elle ne procède pas d'une révélation envoyée à un devin lors d'un oracle. Le dieu fait en sorte que des prêtres se mettent à réfléchir ensemble afin de trouver les meilleurs mots et concevoir ainsi la titulature. Cette élaboration ne se fait pas dans la précipitation car le délai entre l’avènement et le couronnement est relativement long, plusieurs mois, le temps de momifier et inhumer le pharaon défunt.

### Décret de promulgation

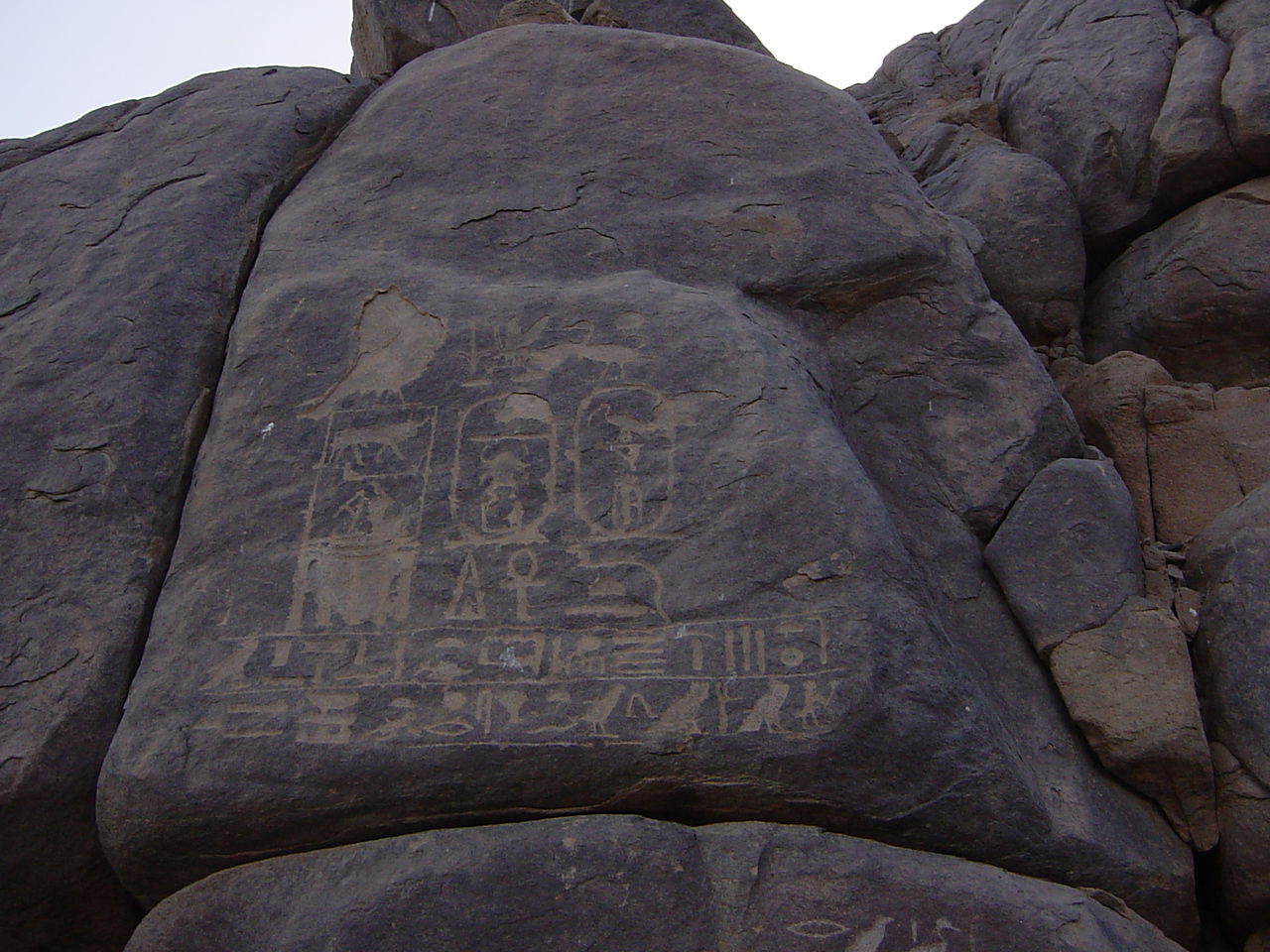
Inscription au nom de Thoutmôsis Ier sur un rocher de l'île de Sehel.

Après avoir été élaborée par un collège des prêtres, la titulature d'un nouveau pharaon doit être connue du pays entier. Lors du couronnement ou peu de jours après, la titulature est lue par des prêtres-lecteurs devant une assemblée de notables. Par la suite, le nouveau pharaon envoie un décret de promulgation à l'ensemble de ses subalternes. L'information est relayée à travers tout le royaume jusqu'aux contrées les plus éloignées de la capitale. Des messagers, porteur du décret, sont envoyés auprès des gouverneurs et fonctionnaires provinciaux. Charge pour eux de faire connaître la titulature à leurs administrés. La passation de pouvoir entre Amenhotep Ier et Thoutmôsis Ier est ainsi renseignée par trois stèles érigées par Touri, le Fils royal de Koush (gouverneur de la Nubie) au Ouadi Halfa, à Kouban et à Assouan. Toutes trois sont des copies du décret lui enjoignant de faire connaître l'investiture du nouveau pharaon :

« Vois, si on t'a apporté ce décret du Roi de Haute et Basse-Égypte, c'est pour que tu prennes connaissance du fait que Ma Majesté, vie, intégrité, santé, est apparue en tant que Roi de Haute et Basse-Égypte sur le trône d'Horus des vivants, sans pareil, éternellement. Ma titulature a été composée comme suit : l'Horus « Taureau puissant, aimé de Maât » ; Celui des Deux Maîtresses « Celui qui est apparu en tant que flammes, Celui dont la puissance est grande » ; l'Horus d'or « Celui dont les années sont parfaites, Celui qui fait vivre les cœurs » ; le Roi de Haute et Basse-Égypte Âakheperkarê, le Fils de Râ Thoutmôsis, vivant éternellement et à jamais. (...) »

— Traduction de Michel Dessoudeix.

### Modifications au cours du règne

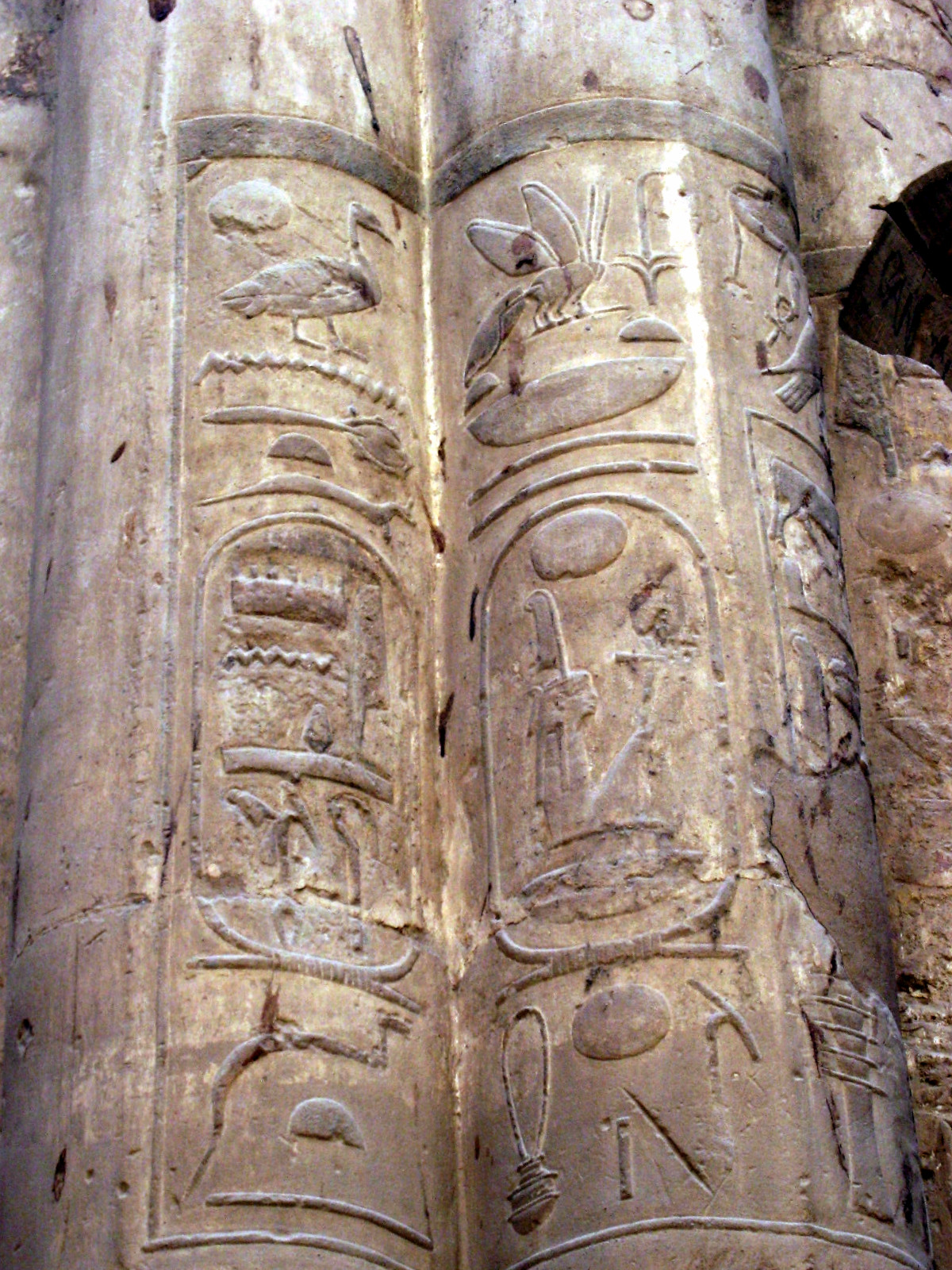
Titulature d'Amenhotep III - XVIIIe dynastie - Karnak.

Au cours d'un règne, la titulature royale peut être modifiée ou amendée afin d'évoquer un événement politique ou religieux d'importance. Au début du Moyen Empire, le roi thébain Montouhotep II parvient à vaincre la dynastie héracléopolitaine et à réunifier l'Égypte. Pour marquer sa victoire, le souverain adopte un nouveau nom d'Horus et devient « Celui qui réunit les Deux-Terres ». Au Nouvel Empire, après de nombreuses victoires militaires en Syrie-Palestine, Thoutmôsis III mentionne ses hauts-faits en modifiant son nom d'Horus d'or en « Celui qui se réjouit de ses victoires, Celui qui a frappé les souverains des contrées étrangères qui l'attaquent ». Après avoir célébré sa première fête-Sed (jubilé des trente ans), Amenhotep III modifie le sien en se proclamant « Celui dont les kaou sont prospères, Celui dont les années sont parfaites, Le seigneur des fêtes-Sed ». Le changement de titulature le plus spectaculaire survient à l'occasion de l'abandon du culte d'Amon au profit de celui d'Aton : son promoteur Amenhotep IV devient Akhenaton au cours de sa VIe année de règne. À contrario, quelques années plus tard, la restauration du culte d'Amon entraîne la modification de la titulature de son fils, Toutânkhaton devenant Toutânkhamon. Au cours de ses soixante-sept années de règne, Ramsès II a procédé à de nombreux amendements. Son nom d'Horus connaît au moins vingt-six variations, son nom de Nebty une dizaine et il en va de même pour ses trois autres noms officiels.

### Archivage
L'Égypte antique, civilisation de l'écrit, a très tôt constitué une monarchie centralisée, capable d'archiver ses documents légaux, fiscaux et religieux. Dès le début de la royauté, des scribes ont gardé la mémoire des noms royaux en les consignant sur des listes. La documentation sur papyrus est aujourd'hui presque entièrement perdue, mais des condensés subsistent sur les parois de certains sanctuaires. La plus ancienne recension connue de ces listes sur pierre est la Pierre de Palerme, gravée au milieu de la Ve dynastie. Elle conserve la mémoire d'une vingtaine des plus anciens souverains du pays et ayant régné durant la Période prédynastique, la Période thinite et l'Ancien Empire. Les autres listes connues sont bien plus tardives. Du Nouvel Empire, il subsiste la Liste de Karnak (61 noms à l'origine), la Liste d'Abydos (76 noms), la Table royale de Saqqarah (58 noms) toutes gravées sur pierre. De la même époque, on possède le Canon royal de Turin (plus de 300 noms) inscrit sur un rouleau de papyrus. Cette liste est malheureusement très endommagée et émiettée depuis son transport vers l'Italie au début du XIXe siècle.
Pour les Égyptiens, l'utilité de ces listes n'est pas historique mais religieuse. Il s'agit en effet de conserver la mémoire des titulatures dans le cadre du culte funéraire des ancêtres royaux. Ce fait explique des lacunes chronologiques : les souverains jugés non légitimes ou trop peu glorieux sont volontairement oubliés. Ces rois interdits appartiennent aux temps troubles de la Première et de la Deuxième Période intermédiaire et, sous le Nouvel Empire, aux noms de la pharaonne Hatchepsout et des souverains amarniens, Akhenaton, Smenkhkarê, Toutânkhamon et Aÿ. Mais cette réprobation religieuse n'a semble-t-il pas affecté les documents d'archives. Au IIIe siècle, lorsque le prêtre égyptien Manéthon de Sebennytos rédige en grec son Histoire de l'Égypte (Ægyptiaca) il dispose de sources écrites mentionnant les pharaons réprouvés. Ceci plus d'un millénaire après leur décès et leur proscription religieuse.

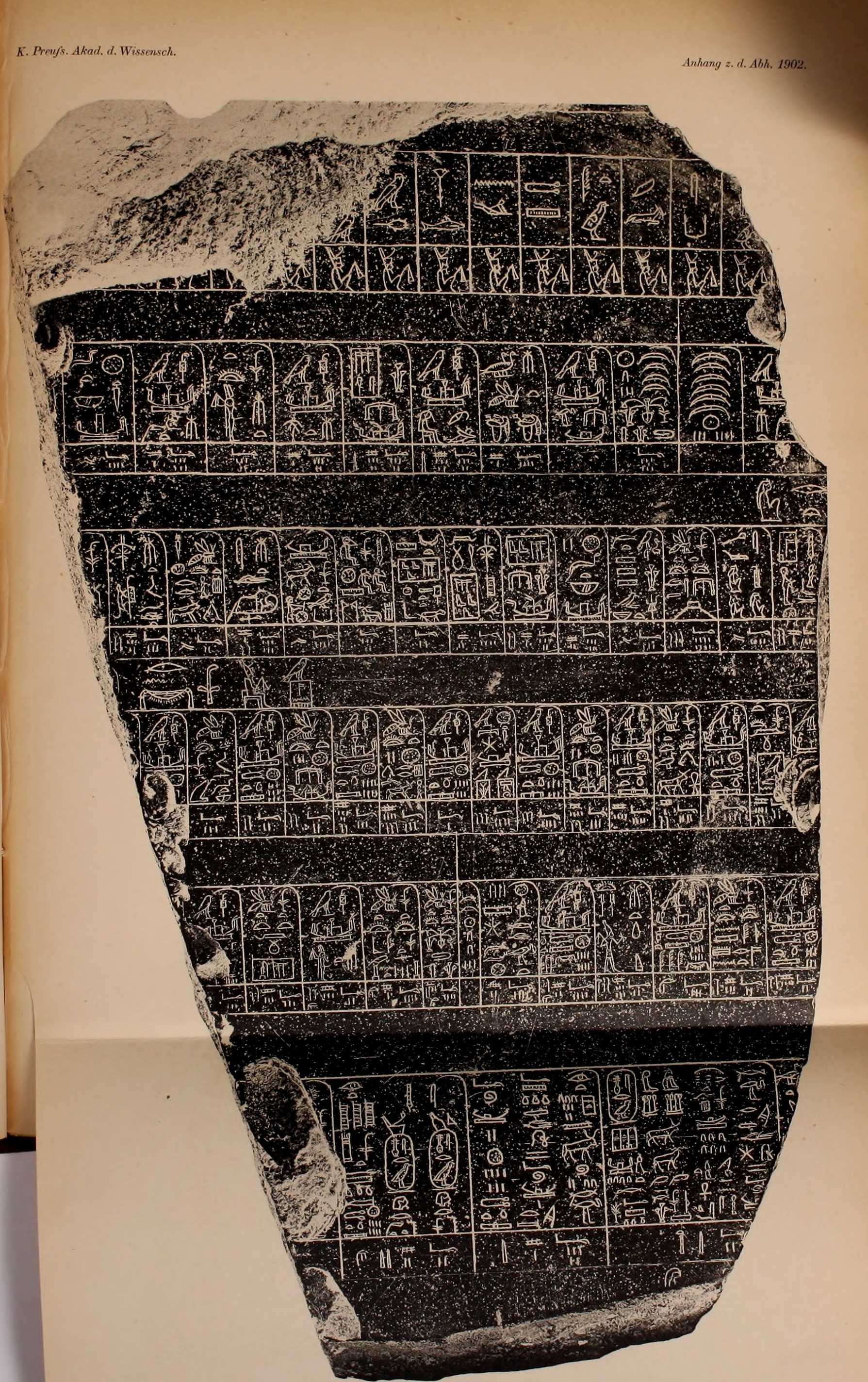
Pierre de Palerme.
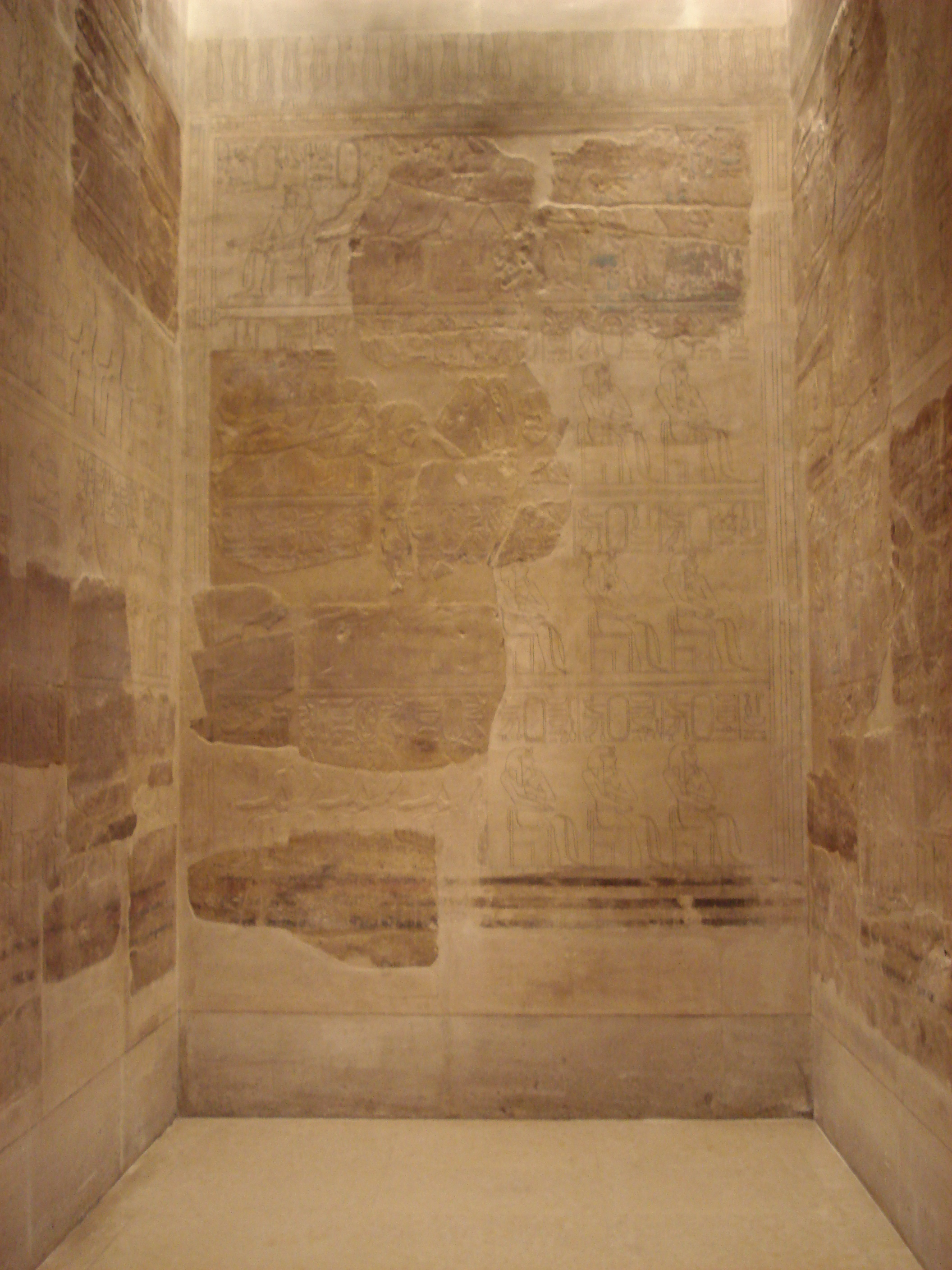
Liste de Karnak.
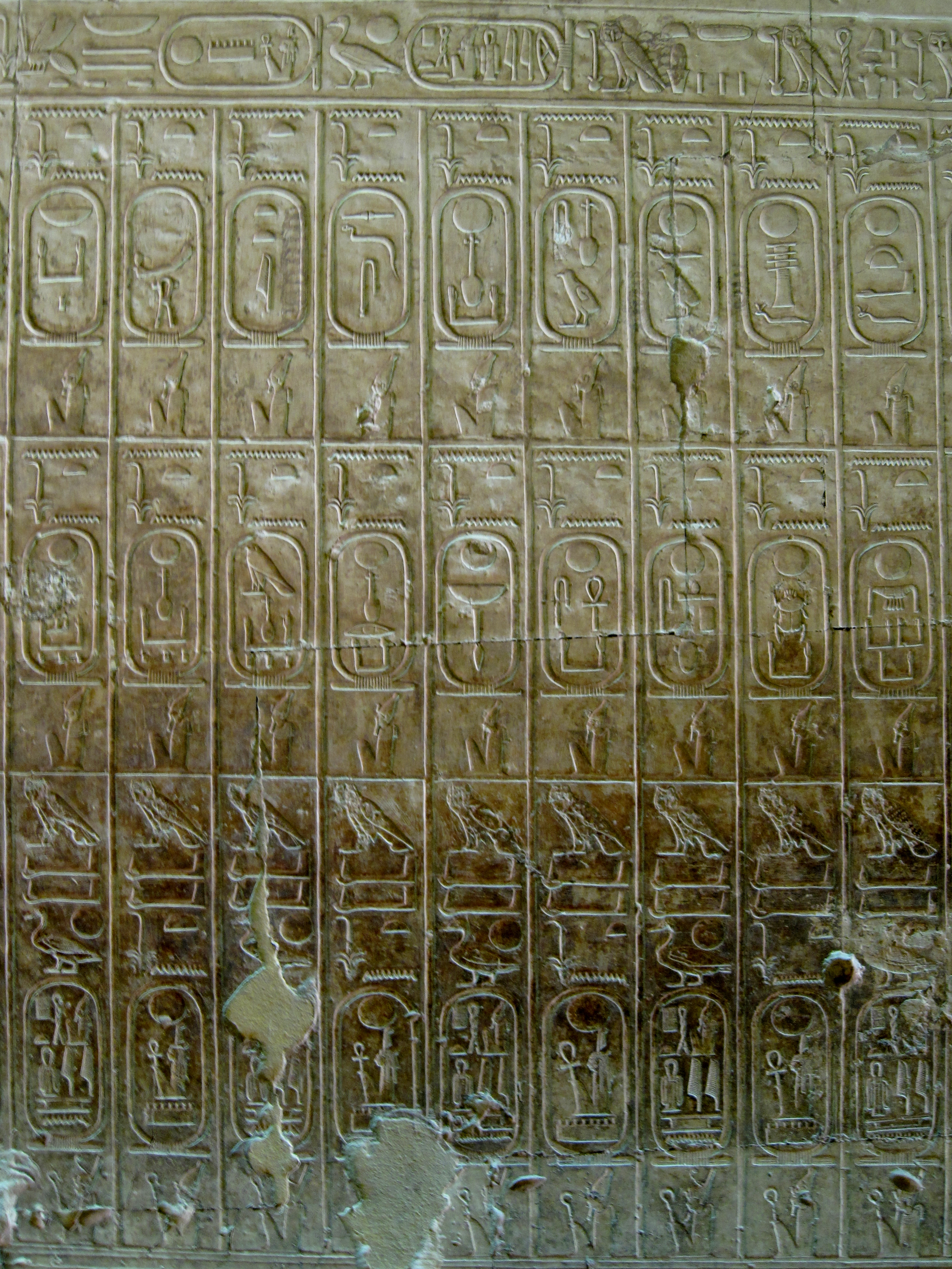
Vue partielle sur la Liste d'Abydos.

## Reflet des concepts religieux fondamentaux

### Filiation solaire
Le souverain égyptien a pour fonction principale de garantir des valeurs religieuses du pays. De ce fait, les titulatures royales reflètent tout naturellement les concepts fondamentaux enseignés par les mythes divins. Selon l'idéologie pharaonique, les souverains égyptiens sont les successeurs terrestres de Rê, le faucon céleste et solaire des temps originels. Dès les époques les plus reculées de la monarchie, la nature solaire des pharaons est inlassablement rappelée dans les titulatures officielles. Parmi les premiers rois à s'approprier ce mythe figurent deux représentants de la IIe dynastie : Nebrê « Rê est le seigneur » et Néferkarê « Le Ka de Rê est parfait ». Durant la IVe dynastie, cette dimension solaire prend de l'ampleur sous l'influence grandissante des prêtres d'Héliopolis. Par la suite, ce fait religieux ne se dément plus jusqu'à la fin de la royauté. Pour un même souverain, l'attachement au dieu solaire peut s'exprimer dans la titulature en usant d'une grande variété d'épiclèses. Sous la XVIIIe dynastie, Thoutmôsis III est à la fois Méryrê « L'aimé de Rê », Ouahnesytmirêempet « Celui dont la royauté est durable comme celle de Rê dans le ciel », Sehoteprê « Celui qui satisfait Rê », Menkheperrê « Le devenir de Rê est durable », İouarê « L'héritier de Rê », İrouenrê « Celui qui a été engendré par Rê », Setepenrê « Celui qui a été choisi par Rê », Saâouenrê « Celui que Rê a rendu grand », Titrê « L'image de Rê ». Dans l'écriture hiéroglyphique, le soleil est très simplement figuré par un idéogramme représentant un disque. L'identification du pharaon à Rê étant totale, la cérémonie de l'intronisation est présentée comme une glorieuse apparition lumineuse. Dans l'écriture, ceci se matérialise par le glyphe kha montrant une colline sur laquelle se lève le soleil (ou un arc-en-ciel). Cette apparition lumineuse est mentionnée dans un certain nombre de titulatures ; le nom égyptien de Khéphren est ainsi Khafrê « Rê est apparu ». Cette notion apparaît déjà dans la titulature de Khaba « Le Ba est apparu » et les rois Néferefrê et Sobekhotep IV sont aussi désignés par le nom de Khaneferrê « La perfection de Rê est apparue »

Cartouches royaux (liste d'Abydos)
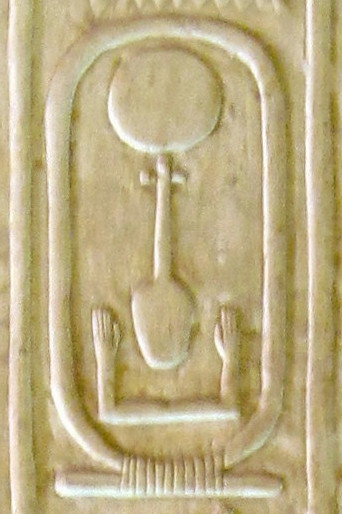
Néferkarê
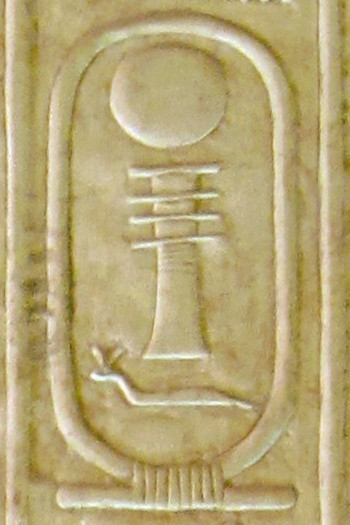
Djédefrê
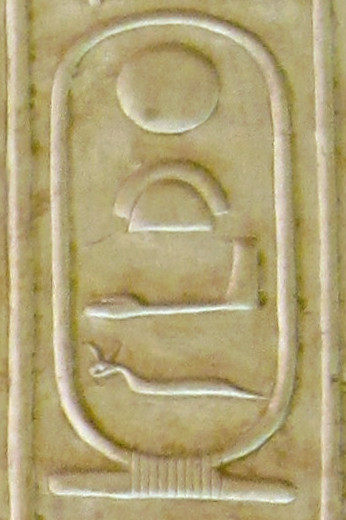
Khafrê
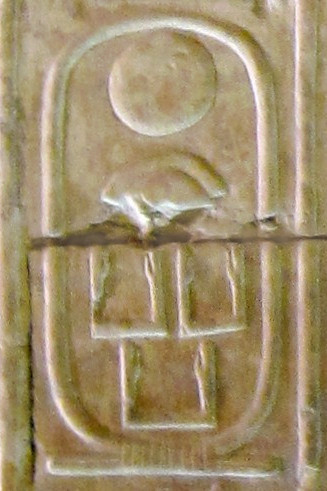
Sésostris III Khakaourê

### Transformations solaires
Forme matinale du Soleil, le scarabée Khépri évoque le passage de l'astre solaire de l'état latent (nuit) à l'état actif (jour). Selon le mythe solaire, le dieu Rê connaît plusieurs transformations au cours de son périple journalier, passant de la jeunesse de Khépri à la vieillesse d'Atoum. Dans le Livre des Morts, chaque défunt aspire à ce destin. Douze formules magiques permettent à l'âme-Ba de profiter de douze transformations-khéperou, une pour chaque heure du jour. Dans l'écriture hiéroglyphique, ce modeste coléoptère évoque le mythe du démiurge qui vient à l'existence de lui-même. Selon une croyance rapportée par Plutarque, cette espèce n'a pas de femelle mais seulement des mâles. Ils déposent leur semence dans une boulette d'excrément et, de là, les jeunes larves se forment. Sous le Moyen Empire et surtout sous la XVIIIe dynastie durant le Nouvel Empire, nombreuses sont les titulatures où s'expriment le verbe kheper « exister, advenir, se transformer » et le terme khéperou « forme, aspect, transformation, manifestation ». Le roi Sésostris II est ainsi Khâkheperrê « Le devenir de Rê est advenu » ; Thoutmôsis II est Âakhepernyrê « Le devenir de Rê est grand » ; Amenhotep IV (Akhenaton) est Neferkheperourê « Les devenirs de Rê sont parfaits » ; Aÿ est Kheperkheperourê « Les devenirs de Rê sont advenus ».

Cartouches royaux (liste d'Abydos)
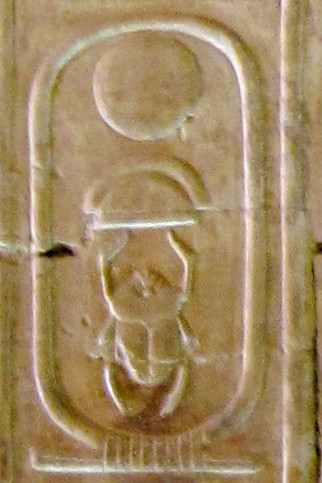
Sésostris II Khâkheperrê
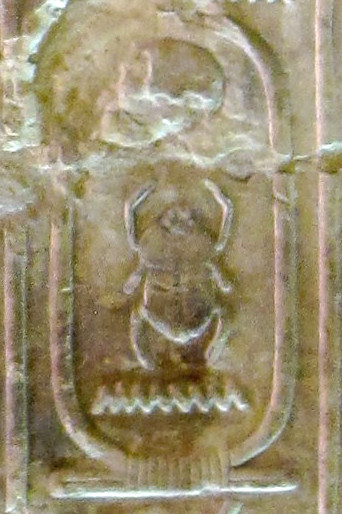
Thoutmôsis II Âakhepernyrê
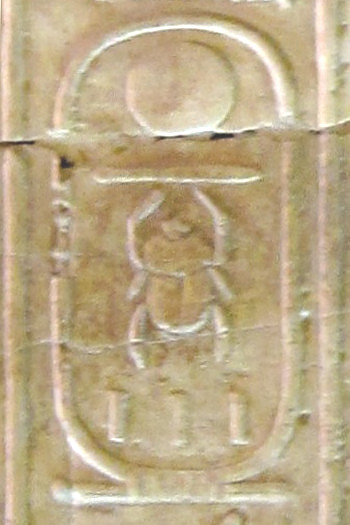
Amenhotep II Âakheperourê
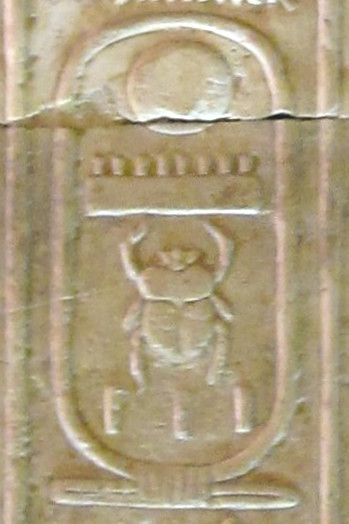
Thoutmôsis IV Menkheperourê

### Dualité monarchique
L'un des principes intangibles de la civilisation pharaonique est de considérer le pays égyptien comme un double royaume, composé de la Haute-Égypte au sud et de la Basse-Égypte au nord. Selon un récit rapporté par la pierre de Chabaka, après la disparition d'Osiris, le juge Geb départage les rivaux Horus et Seth en attribuant le royaume du sud à Seth et celui du nord à Horus. Mais très vite, Geb se ravise et attribue la totalité du pays à Horus. Dès lors, les deux royaumes sont fermement réunis et gouvernés par un seul roi. La dualité monarchique transparaît à travers de nombreux symboles : deux dieux-rois (Horus et Seth), deux couronnes (la blanche et la rouge), deux titres royaux (nesout et bity), deux déesses protectrices (Nekhbet et Ouadjet connues sous l'appellation Nebty les « deux maîtresses »), deux plantes héraldiques (le lys et le papyrus). Malgré cette dualité de principe, l'unicité est elle aussi fortement affirmée. Dans l'iconographie, Horus et Seth couronnent conjointement le pharaon de la double-couronne pschent. Dans d'autres scènes, les deux déesses protectrices font de même. Dans la scène dite du sema-taouy, qui est très fréquemment représentée sur le trônes des statues royales, Horus et Seth nouent ensemble les deux plantes héraldiques. De facto, la notion de dualité apparaît dans les titulatures, le Nom de Nebty et le Nom de Nesout-bity ayant été inventés à cet effet.
Des épiclèses affirmant l'unicité dans la dualité viennent fréquemment s'intégrer dans les titulatures. Sous l'Ancien Empire, Khéops est Medjdouernebty « Celui qui obéit aux deux-maîtresses », Djédefrê est Kheperouemnebty « Celui qui est advenu en tant que les Deux Maîtresses », Khéphren est Ousiremnebty « Le puissant en tant que les deux maîtresses ». Sous le Moyen Empire, dans son Nom d'Horus, Montouhotep II est Séânkhibtaouy « Celui qui fait vivre le cœur des deux terres » et Sémaoutaouy « Celui qui unit les Deux Terres » tandis que Montouhotep III est Séânkhtaouyfy « Celui qui fait vivre ses deux terres », Montouhotep IV est Nebtaouy « Le Maître des Deux Terres » et Amenemhat Ier est  Séhotepibtaouy « Celui qui satisfait le cœur des deux terres ». Sous le Nouvel Empire, Toutânkhamon est Segerehtaouy « Celui qui apaise les deux terres », Aÿ et Horemheb sont Sekhepertaouy « Celui qui accroît les deux terres » et Séthi Ier est Héqataouy « Le souverain des deux terres ».

### Harmonie cosmique et sociale
La Maât est à la fois une déesse dotée de quelques temples et un concept abstrait, une référence incontournable dans les comportements individuels. En tant que concept, la Maât résume les principes bénéfiques nécessaires à la bonne marche du monde et au bon fonctionnement de la monarchie, à savoir la justice, la vérité, l'ordre et l'équilibre. Dès les Textes des pyramides, l'action royale est définie par une maxime simple : apporter la Maât et repousser le chaos. Dans l'écriture, la Maât apparaît comme une femme coiffée d'une haute plume d'autruche et tenant dans ses mains le hiéroglyphe ânkh, symbole de la vie. Ce mode de représentation la rapproche de Shou, le dieu de l'air, lui aussi coiffé d'une plume. La tâche de ce dernier, par ailleurs considéré comme son frère dans les textes des sarcophages, consiste à séparer le dieu Geb de la déesse Nout, respectivement les métaphores du socle terrestre et de la voûte céleste.
Durant l'Ancien Empire, le pharaon Snéfrou est aussi connu sous le nom de Nebmaât « Le seigneur de la Maât » et Ouserkaf sous le nom de İroumaât « Celui qui a fait la Maât ». Sous la XVIIIe dynastie, parmi les souverains qui se sont faits les champions de la Maât figurent la pharaonne Hatchepsout aussi dénommée Maâtkarê « Maât est le ka de Rê ». Selon deux variantes du Nom d'Horus de Thoutmôsis III, ce souverain est « Celui qui est apparu en tant que Maât » ou « Celui qui s'est réjoui de la Maât ». Le roi Amenhotep III est, lui, connu sous le nom de Nebmaâtrê « Rê est le seigneur de la Maât ». Plus tard, sous la XIXe dynastie, Séthi Ier est intronisé sous le nom de Menmaâtrê « La Maât de Rê est durable » et son fils Ramsès II sous le nom de Ousirmaâtrê « Puissante est la Maât de Rê ».

Cartouches royaux (liste d'Abydos)
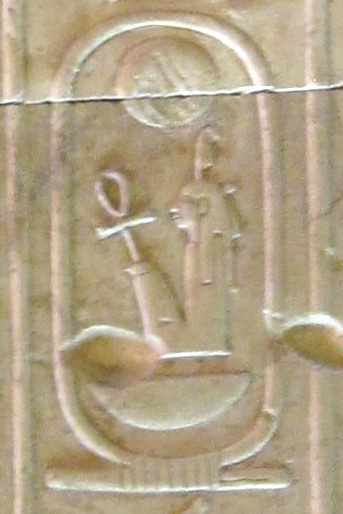
Amenhotep II Nebmaâtrê
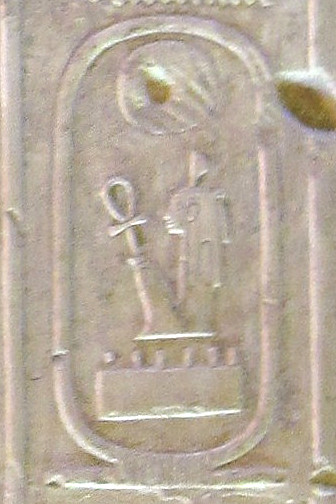
Séthi Ier Menmaâtrê

### Force vitale
Bien plus encore que la Maât, le Ka est sans cesse mentionné dans les titulatures royales. Cela est vrai pour les pharaons des origines comme pour ceux du crépuscule de la civilisation. Durant la Ire dynastie, le roi Sneferka est « Celui qui rend le Ka parfait », tandis que sous la XXXe dynastie, Nectanébo Ier est aussi dénommé Khéperkarê « Le Ka de Rê est advenu ». En hiéroglyphe, le Ka s'écrit avec un idéogramme représentant deux bras qui se lèvent vers le haut ou qui se tendent en avant dans un geste d'étreinte. Ce concept abstrait est difficile à cerner et donc à définir selon les modalités de la pensée contemporaine. Le Ka est une puissance vitale possédée par les dieux et les humains et qui se transmet de père en fils. Comme source d'énergie et de vie, le Ka est lié à la puissance sexuelle masculine et à la nourriture (kaou en langue égyptienne). L'une des tâches principales du pharaon est d'entretenir la vitalité des dieux et de son peuple. Ceci se fait en assurant les rites d'offrandes aux dieux dans les temples et en garantissant le culte des ancêtres dans les chapelles funéraires (le premier d'entre eux étant Osiris). Dans un cycle vertueux de dons et de contre-dons, par réciprocité, le roi attend des dieux qu'ils approvisionnent le royaume en fournissant des récoltes abondantes. Parmi les nombreuses titulatures ayant intégré le concept du Ka, on peut mentionner pour l'Ancien Empire celle du célèbre Mykérinos, transcription grecque de l'égyptien Menkaourê « Les Kaou de Rê sont durables ». Le nom de son fils est Chepseskaf c'est-à-dire « Son Ka est noble ». Ce dernier a pour successeurs les pharaons Ouserkaf « Son Ka est puissant » et Néferirkarê Kakaï « Celui qui a fait le Ka de Rê est parfait, Le dirigeant avec des Kaou ».

Cartouches royaux (liste d'Abydos)
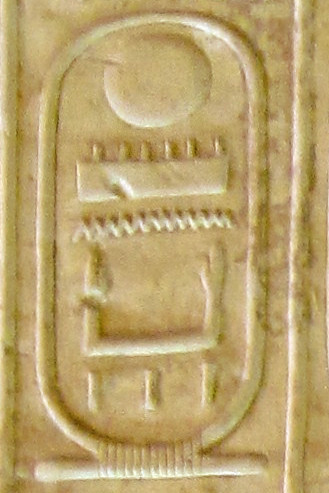
Menkaourê
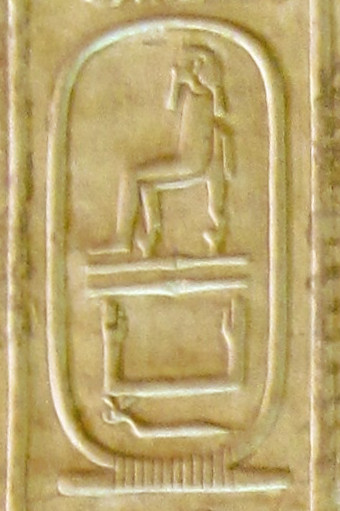
Chepseskaf
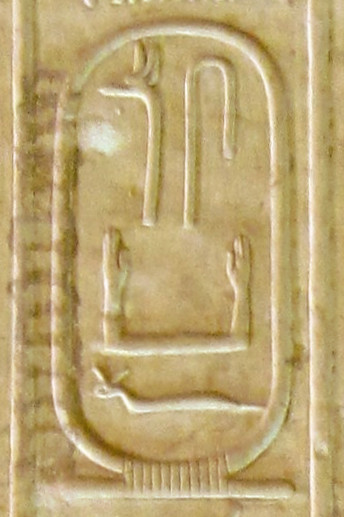
Ouserkaf
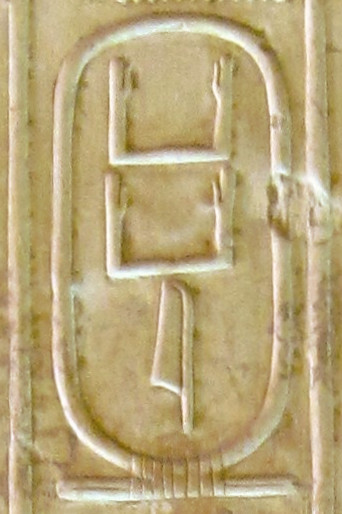
Kakaï

### Puissance guerrière

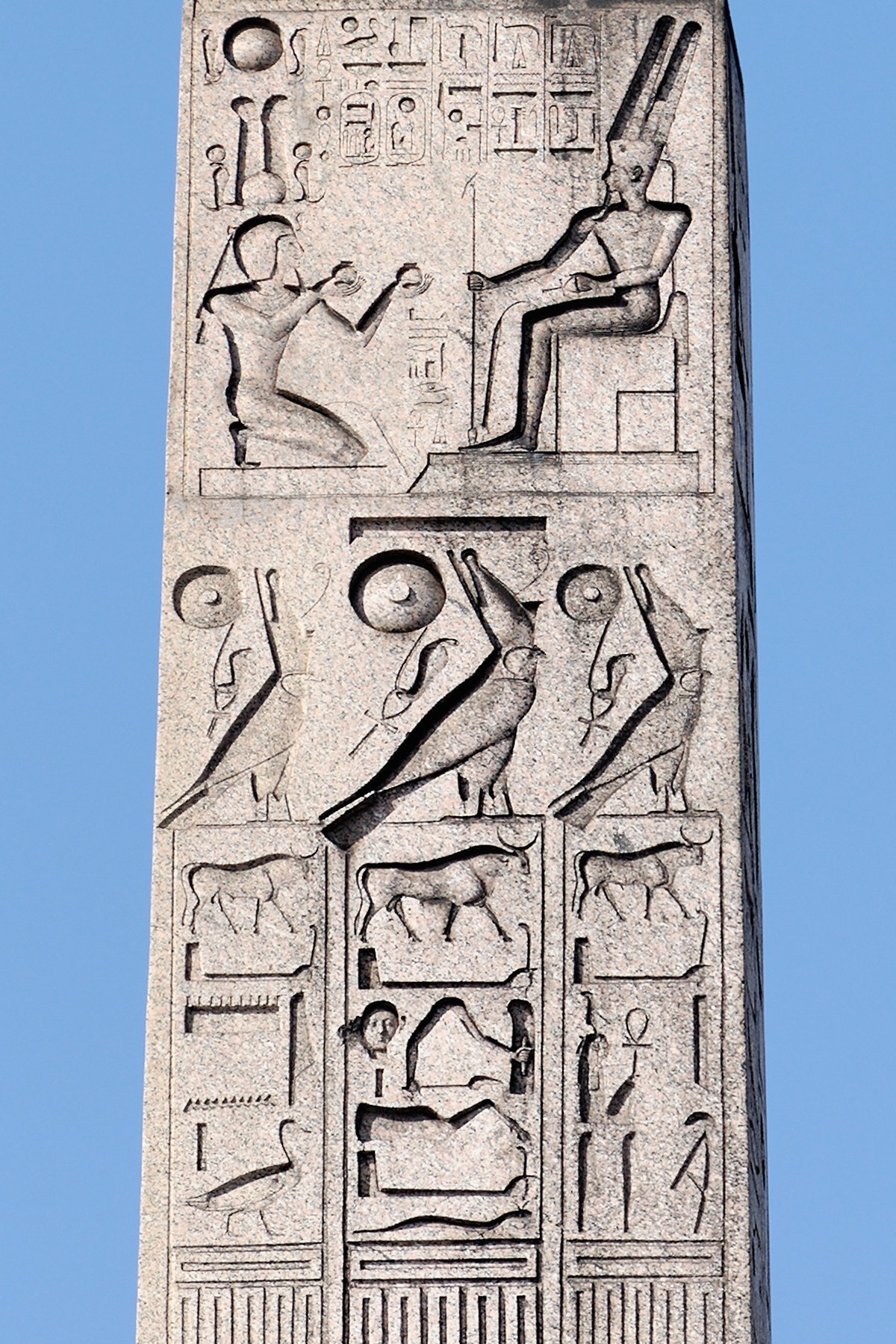
Vue sur la titulature de Ramsès II - Obélisque de Louxor - Paris.

Selon une vision très pessimiste de l'univers, les anciens Égyptiens ont perçu la Création comme un îlot assiégé par les forces destructrices du chaos. Dans la mythologie, ce combat primordial s'incarne, entre autres, dans la lutte de Rê contre le serpent Apophis, et dans celle de Horus contre Seth et ses acolytes. Toutes les actions militaires conduites par les pharaons ont été interprétées comme la continuation de ces affrontements divins. Aussi, les peuples étrangers (Nubiens, Libyens, Asiatiques, Bédouins) sont assimilés aux forces chaotiques des origines.
Dans la titulature, la puissance guerrière des souverains s'exprime surtout à partir de la fin de la Deuxième Période intermédiaire au moment de l'expulsion des peuples Hyksôs et durant le Nouvel Empire lorsque l'Égypte, au faîte de sa puissance militaire, contrôle une vaste aire d'influence en Nubie et au Proche-Orient ancien (en Syrie-Palestine). Sous les XVIIIe, XIXe, XXe et XXIe dynasties, à partir du règne de Thoutmôsis Ier, il est de tradition de faire débuter le Nom d'Horus par l'épiclèse Kanakht « Taureau puissant ». Cette expression assimile le pharaon au taureau, un animal admiré dès les temps prédynastiques pour sa force physique. Sous la Ire dynastie, la Palette de Narmer montre ainsi le roi sous l'apparence d'un taureau furieux en train de bousculer un ennemi et de percer l'enceinte d'une cité rivale. Dans les titulatures, le prestige guerrier des pharaons s'exprime toutefois au moyen de plusieurs expressions stéréotypées sans cesse reprises. Ramsès II est ainsi, tout à la fois, « Celui qui piétine chaque contrée étrangère sous ses sandales », « Celui dont la force est puissante », « Celui dont la force est importante », « Celui qui combat au moyen de sa force », « Celui dont les victoires sont importantes », « Celui dont les cornes sont pointues », « Celui qui a frappé tous les pays », « Celui qui brise les Asiatiques », etc.